# 富士急モビリティ

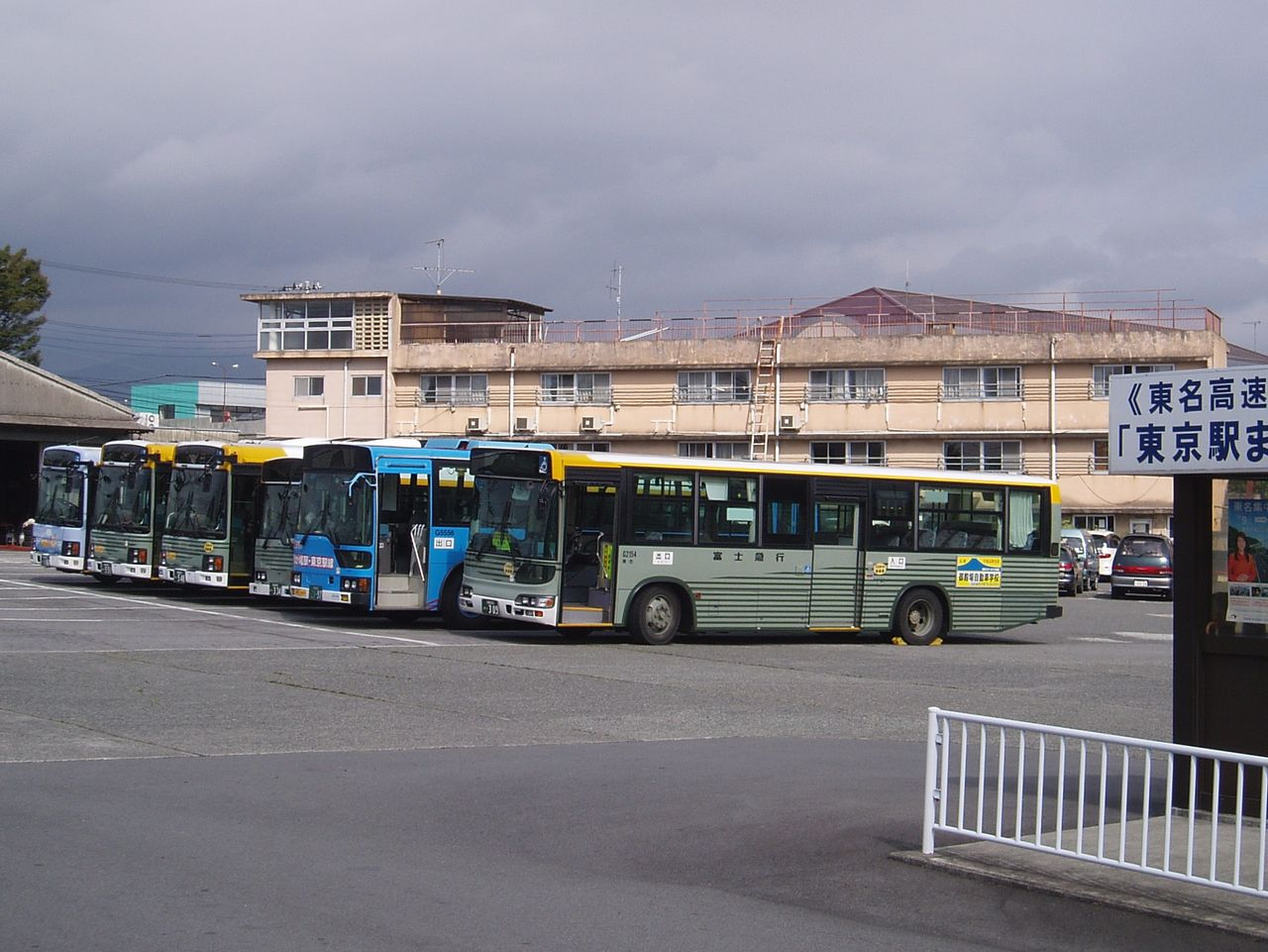
旧御殿場営業所（富士急行時代、現在は移転）

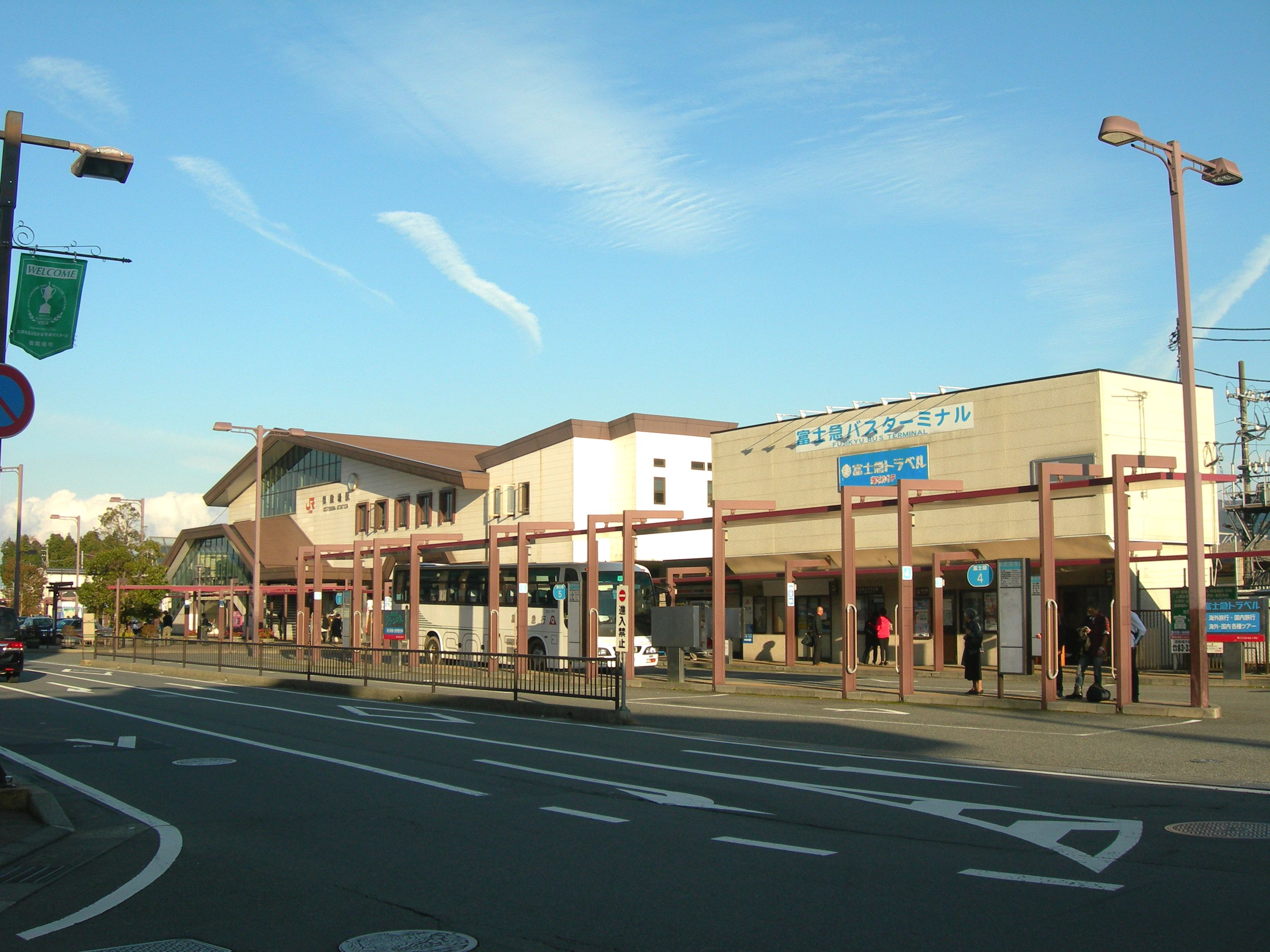
御殿場駅富士急バスターミナル

富士急モビリティ株式会社（ふじきゅうモビリティ）は、静岡県御殿場市を中心に路線バスや貸切バス事業を行う富士急行の子会社である。営業所記号は「G」を用いる（1995年以前の営業所記号は「F」であった）。御殿場駅を拠点として、御殿場市内や周辺の裾野市、三島市、駿東郡小山町へ向かう地域路線のほか、富士登山バスや富士五湖への観光路線を運行している。また、2024年2月1日に富士急湘南バスを吸収合併したことから神奈川県西湘地区へ運行エリアが広がることとなった。

## 概要
1990年代から2000年代前半にかけて、富士急行ではバス事業の地域分社化を行ってきた。
富士急モビリティについては、御殿場営業所のみ富士急行直轄のバス営業所として残されていたものが、2020年10月1日に事業譲渡となった（会社設立は5月29日）。
かつて富士急行の直轄営業所としてもう1つ残されていた河口湖営業所は、2012年3月31日の出発便をもって閉鎖。翌日からの出発便は富士急山梨バス（現：富士急バス）本社営業所に移管された。

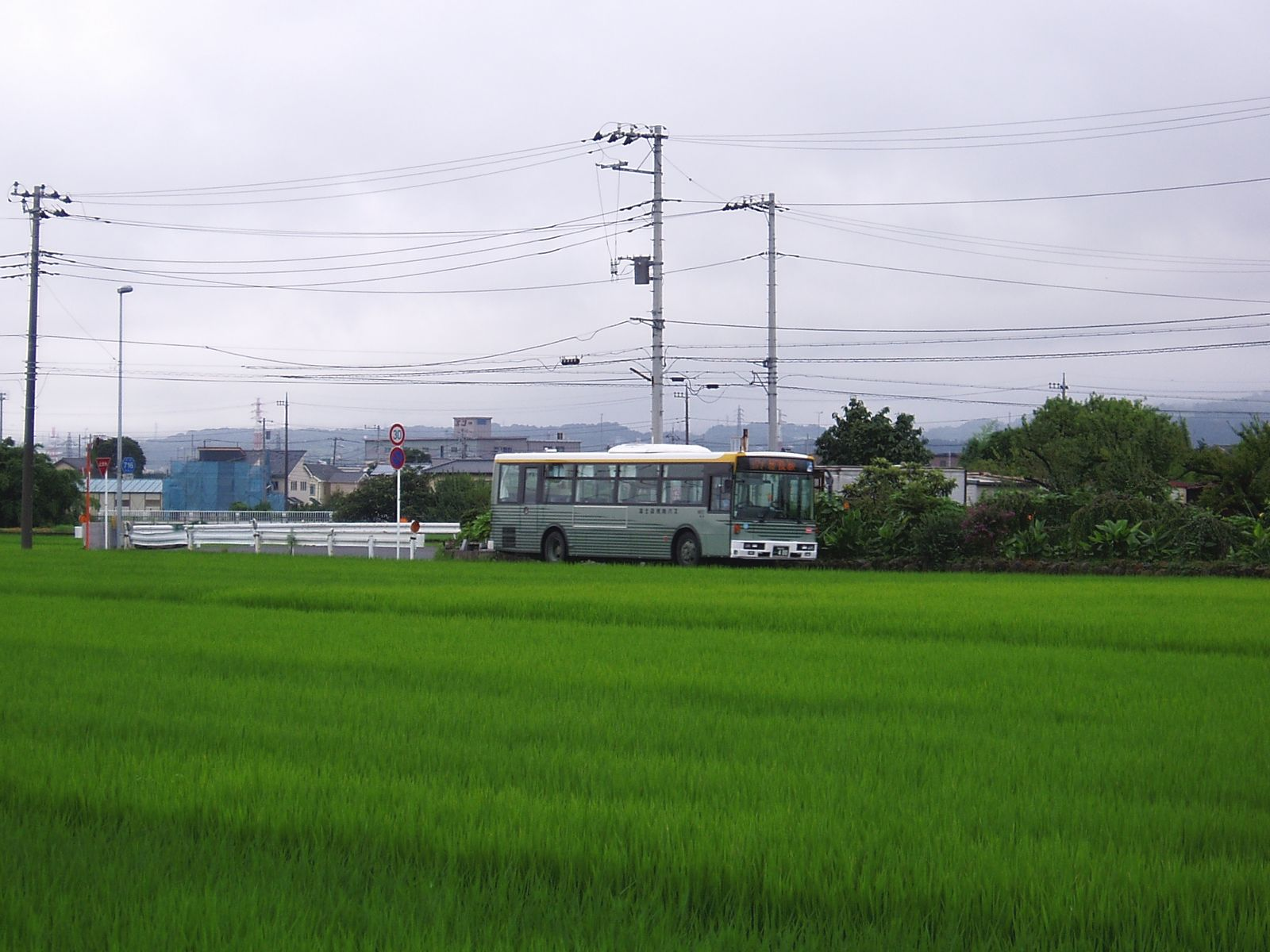
小田原市郊外を走るバス（千代小学校付近にて） M8263

一方で旧富士急湘南バスは、モータリゼーションの進展とともに、過疎地域の利用客減が進み、一部の路線を除きかなり利用客が減っており、国庫補助をはじめとした補助金を受けて路線維持を図っている路線がほとんどであった。
特に会社の生命線とも言えた新松田駅と国府津駅・湘光園から大井町にある第一生命大井事業所への路線は、通勤客・訪問客輸送による運賃収入だけで富士急湘南バス全体の運賃収入の3分の1を占めていたが、第一生命の組織再編に伴い2011年に大井事業所は閉鎖となり、同町内に設立された新大井事業所へ一部部門が移転するも規模は縮小され 利用者数の減少が懸念されている。
2008年当時は、神奈川県内の路線バスとしては、距離あたりの運賃は一番高いが、初乗り運賃は県内では最も安かった。
また富士急モビリティ湘南営業所の一般路線バスでは新松田駅・小田原駅・下曽我駅・山北駅周辺などの指定された短い区間で乗降する場合に現金のみ100円運賃区間を導入している。

### バスカード（旧富士急湘南バス）
富士急湘南バスは、富士急行グループのバス会社としては、唯一全路線でバス共通カードを使用することができた。また、2009年9月30日までは富士急バスカードも利用でき、日本の路線バスでは珍しい「複数規格のバスカードが利用可能な地区」となっていた。日本国内での他の例としては、JRバス中国の広島県内バスカードで島根県のバス利用ができた例のみである。
なお、フジエクスプレスが運行する「横浜タウンバス」134系統の車内では、富士急湘南バス発行のバス共通カードが販売されていた。
2008年9月1日に路線バスでPASMO・Suicaの利用を開始、2013年3月23日からは交通系ICカード全国相互利用サービス開始により、相互利用できる交通系ICカードが利用可能となっている。

## 沿革

### 富士急湘南バス
富士急行グループの神奈川県下でのバス事業は1939年（昭和14年）7月11日に富士山麓電気鉄道が松田自動車を合併した事に始まる。
松田自動車は1931年（昭和6年）10月15日に井沢勝之助を中心に設立され、1932年（昭和7年）7月20日に松田駅 - 下曽我駅 - 国府津駅間と下曽我駅 - 井細田間を開業した。以降、松田を中心に路線を伸ばし、1938年（昭和13年）4月には、清水自動車（1927年（昭和2年）2月15日開業の清水村営自動車が1935年（昭和10年）11月13日に細谷力蔵に払い下げられる）と道了山自動車（山北駅 - 関本間。1931年（昭和6年）7月22日開業）を合併して山北から御殿場まで路線網を拡大。足柄自動車（現在の箱根登山バス）と勢力を二分した。この間経営は静岡県で富士自動車を経営していた西村清策の手に移っていたが、その富士自動車はこれより前の1937年（昭和12年）3月12日に富士山麓電気鉄道に合併され、西村も同社の役員に迎えられたこともあり松田自動車も富士山麓電気鉄道に合併することになった。これにより富士山麓電気鉄道は足柄上郡の乗合バス路線をほぼ統合した。さらに合併後、富士山麓電気鉄道は1940年（昭和15年）11月27日に下曽我自動車（小田原町緑町 - 曽我村曽我野 - 下府中村西大友間。1933年（昭和8年）3月18日高野綾子が開業）を買収して小田原に進出した。
戦後も1956年（昭和31年）3月9日に松田町営バス（松田駅 - 宇津茂間。1949年（昭和24年）4月1日寄村営バスとして開業）を譲受している。

#### 年表
- 2002年（平成14年）4月1日：富士急湘南バスとして営業開始。
- 2008年（平成20年）
  - 9月1日：路線バスでPASMO取り扱い開始。
  - 9月30日：富士急バスカードの販売を終了。
  - 10月1日：富士急バスカードの無料払い戻し開始。
- 2009年（平成21年）9月30日：富士急バスカードの利用を終了。
- 2010年（平成22年）
  - 3月31日：バス共通カードの販売を終了。
  - 7月31日：バス共通カードの利用を終了。
- 2013年（平成25年）3月23日：交通系ICカード全国相互利用サービス開始。
- 2021年（令和3年）
  - 4月4日：PASMOバス利用特典サービスのバスポイント・バスチケット付与終了。
  - 6月1日：一般路線バスで精神障害者保健福祉手帳での障害者割引開始。
- 2022年（令和4年）5月2日：湘光中学校通学路線を大井町に移管（引き続き業務委託にて運行は継続）
- 2024年（令和6年）1月11日：2024年2月1日付で富士急モビリティに吸収合併され、富士急モビリティ湘南営業所となり、法人格が消滅する事が発表された[8]。

### 富士急モビリティ
元は富士急行御殿場営業所であったが、2020年に富士急モビリティが設立され分社化されたものである。

#### 年表
- 2008年（平成20年）
  - 3月24日：富士急行御殿場営業所内の路線バスでPASMO導入。
  - 9月30日：富士急バスカードの販売を終了。
  - 10月1日：富士急バスカードの無料払い戻し開始。
- 2009年（平成21年）9月30日：富士急バスカードの利用を終了。
- 2010年（平成22年）3月27日：営業所を御殿場市新橋へ移転。
- 2019年（平成31年）4月1日：観光利用の多い路線にアルファベットと数字の路線記号を導入[9]。
- 2020年（令和2年）
  - 5月29日：富士急モビリティ株式会社設立[1]。
  - 10月1日：富士急行御殿場営業所のバス事業が富士急モビリティに譲渡され、営業開始[1]。
- 2022年（令和4年）
  - 7月15日：6月21日に発売されたバス専用サーマルカメラをG1004号車に日本初搭載し、河口湖 - 富士山静岡空港線にて運用開始[10]。
  - 10月29日：一部の路線でバス料金の支払いにVISAタッチの利用が開始。
- 2024年（令和6年）2月1日：富士急湘南バス株式会社を吸収合併。富士急湘南バス株式会社本社営業所を富士急モビリティ株式会社湘南営業所に名称変更する。

## 車庫

### 本社営業所
本社敷地内（旧富士急行御殿場営業所）にある。富士急オートサービスの工場が併設されており、富士急静岡タクシー(御殿場営業所のみ)や御殿場プレミアム・アウトレットで使用される小田急ハイウェイバス所有のシャトルバス車両などが検査を受ける。
- 所在地：静岡県御殿場市新橋999

富士急行時代の旧営業所跡地には、2013年8月にケーズデンキ（ギガス運営）がオープンしている。また旧営業所構内には、高速バスの利用者用駐車場がある。営業所移転後も高速バス停留所は移転せず、停留所名も「富士急御殿場車庫」のままであったが、2015年4月25日に「御殿場市立図書館前」に変更された。

### 湘南営業所（旧富士急湘南バス）

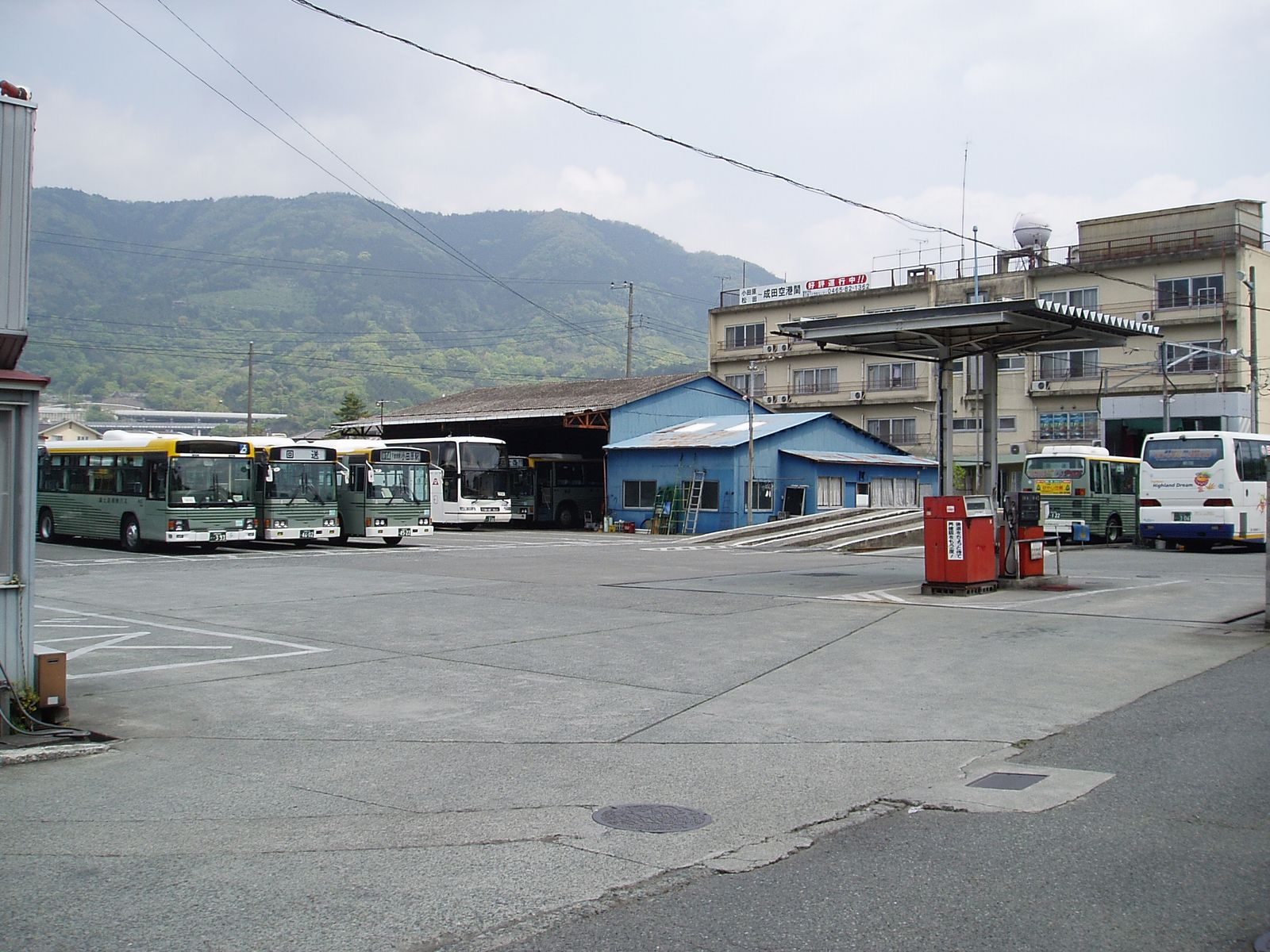
富士急湘南バス本社営業所

富士急モビリティ湘南営業所（ふじきゅうもびりてぃしょうなんえいぎょうしょ）は、神奈川県の足柄地域を中心に乗合バスを運行する営業所である。
元は富士急湘南バス株式会社（ふじきゅうしょうなんバス）であり、神奈川県足柄地域で乗合バス事業を営む富士急行の子会社であった。営業所記号は「M」を用いるが、これは富士急行松田営業所のエリアを引き継いだためである。
営業所所在地
- 神奈川県足柄上郡松田町松田惣領360
- 1995年以前の営業所記号は「G」を用いていた。

## 現行路線（本社営業所）
車体外部の行先表示機のLED化により、静岡県内の富士急グループのバスでは系統番号を見られる機会が徐々に少なくなってきているが、御殿場営業所では極力系統番号を表示するようにしていた。ただし、2013年以降に設定された路線や三島線では表示しない。
なお、観光利用の多い路線では2019年4月1日より従来の系統番号に代えて、新たに路線記号が導入された。これは幹線ルートを表すアルファベットと経路を表す数字から構成されており、富士急グループでは同年2月14日より先行して導入されている富士急バスと同様のものである。以下、路線記号が導入された路線は運行経路の冒頭に示し、従来系統番号が付与されていた場合には括弧書きで併記する。
当社の路線バスでは、PASMO・Suicaおよび相互利用可能な交通系ICカードが利用できる他一部の路線ではVISAタッチも利用可能。

### 河口湖線
- A1（御86(2代)）：御殿場駅 - 仁杉 - 須走浅間神社 - 山中湖 旭日丘 - ファナック前 - 忍野八海 - 浅間神社前 - 富士山駅 - 富士急ハイランド - 河口湖駅
- A2（御84(2代)）：御殿場駅 - 仁杉 - 須走浅間神社 - 山中湖 旭日丘 - 北富士駐屯地入口 - 浅間神社前 - 富士山駅 - 富士急ハイランド - 河口湖駅
- C1：御殿場プレミアム・アウトレット - 秩父宮記念公園 - 富士病院 - 御殿場駅 - 中畑 - 須走浅間神社 - 山中湖 旭日丘 - 内野 - お宮橋 - 浅間神社前 - 富士山駅 - 富士急ハイランド - 河口湖駅
- C2：御殿場プレミアム・アウトレット - 秩父宮記念公園 - 富士病院 - 御殿場駅 - 中畑 - 須走浅間神社 - 山中湖 旭日丘 - 内野 - 吉田高校南口 - 富士山駅 - 富士急ハイランド - 河口湖駅

富士急バス（本社営業所）と共同運行（お宮橋経由便（C1）は当営業所のみ担当）。
静岡県側から富士五湖へアクセスするための主要路線の一つ。年間を通じて観光客の利用が多いが、静岡県駿東郡小山町須走、山梨県南都留郡忍野村の地域輸送、陸上自衛隊富士駐屯地関係者の輸送、ファナック本社工場、キリンディスティラリー富士御殿場蒸溜所への通勤輸送、さらにはキリンディスティラリーの見学客輸送など多彩な役割を持っており、山間部を越える路線にもかかわらず終日30分間隔でいずれかの系統が運転される。
　なお、A1(御86)は、開設当初は「御84、膳棚経由」と案内されていた。当時、忍野八海停留所が旧称の大橋だったためである。また、A2(御84)は、系統番号設定当初は、「御87」(初代)を表示していた。
2015年（平成27年）11月1日付で御殿場プレミアム・アウトレットを発着する全便の経路変更が行われた。御殿場駅と滝ケ原下の間が後述の青年線と同じルートを取るように改められ、御殿場市馬術・スポーツセンターへのアクセスを可能にした。山梨県内では吉田高校南口を経由するようになった。この経路変更以前は、御殿場営業所所属車のみ「御87」(3代)を表示していた。2018年10月1日より、一部の便が山梨県内でお宮橋経由に変更された。
A1・A2系統は事業者単独では維持が困難なため、国（地域間幹線系統確保維持費国庫補助金）・静岡県（バス運行対策費補助金）・山梨県（バス運行対策費補助金）の補助を受けて運行している。

### 特急 御殿場 - 富士急ハイランド・河口湖駅線
- 御殿場駅 - 富士急ハイランド - 河口湖駅
- 御殿場プレミアム・アウトレット - 富士急ハイランド - 河口湖駅

御殿場 - 河口湖間をより早く移動したいというニーズに応え、2017年10月1日運行開始。前述の一般路線バスと比較して所要時間が最大40分短縮した。上記記載のバス停留所のみ停車する。また、富士急ハイランドは一般路線バスと異なり、第1入園口付近の高速バスターミナルに停車する。

### 高速バス 河口湖 - 富士山静岡空港線
- 富士山静岡空港 - 御殿場プレミアム・アウトレット - 御殿場駅 - 富士急ハイランド - 河口湖駅

富士山エリアと富士山静岡空港が立地する静岡県の大井川流域エリアの交流を促進する取り組みの一環として、2020年2月23日に運行を開始。上記記載のバス停留所のみ停車し、富士急ハイランドでは第1入園口付近の高速バスターミナルに停車する。御殿場プレミアム・アウトレット - 御殿場駅間、富士急ハイランド - 河口湖駅間のみの乗車はできないが、御殿場地区からは両方向に利用できる。富士急行として最期の新規開設路線ではあったが、新型コロナウィルス感染症の拡大により1ヶ月未満で運休に追い込まれ、2022年7月15日に期間限定ではあるものの運行を再開するまで2年4ヶ月の月日を要した。
運行開始当初は、静岡県出身の漫画家「さくらももこ」の作品の一つである『コジコジ』が描かれた専用バスが投入されたが、運行再開の際にはコジコジのイラストのみ剥離された。
なお、2008年 - 2010年にも富士急山梨バス（現：富士急バス）が富士山静岡空港 - 河口湖駅・富士急ハイランド間を新富士駅経由で結ぶ高速バス「富士山静岡空港線」を運行していた。
- 【富士急行】2020年2月23日 - 運行開始。
- 【富士急行】2020年3月19日 - 新型コロナウィルス感染症の拡大により運休。
- 【富士急モビリティ】2022年7月15日 - サーマルカメラを搭載し運行再開。
- 【富士急モビリティ】2022年9月1日 - 運行休止。
- 【富士急モビリティ】2023年7月15日 - 河口湖駅〜御殿場プレミアム・アウトレット間のみ運行再開[20]。

### 三島線
- MM：御殿場駅 - 富士岡 - 岩波駅 - 裾野駅入口 - 三島駅

国道246号の旧道である静岡県道394号沼津小山線と、静岡県道21号三島裾野線を通り、東海道新幹線乗換駅である三島駅へ短絡する。その他矢崎総業本社工場（Y-CITY）、三菱アルミニウム富士製作所、トヨタ自動車東日本（旧・関東自動車工業）東富士工場、東レ三島工場などへの通勤輸送、日大三島などへの通学輸送も重い役割を持つ。
一部便は御殿場駅で河口湖線と接続している。以前は三島本町まで乗り入れていたが、2009年（平成21年）10月1日付で三島駅発着に短縮された。

かつては富士急シティバス（本社営業所）と共同運行していたが、2018年4月2日のダイヤ改正により大幅な減便が行われた際同社が撤退したため、御殿場営業所単独運行となった。
2010年頃までは「三85」または「御85」という系統番号を表示していたが、のちに富士急シティバス所属車は同線での系統番号表示（「三85」または「三17」）を取りやめ、御殿場営業所所属車は「御」のみを表示するようになった。
事業者単独では維持が困難なため、国（地域間幹線系統確保維持費国庫補助金）・静岡県（バス運行対策費補助金）の補助を受けて運行している。

### 特別支援学校線
- 御88（3代）：御殿場駅 - 富士岡 - 特別支援学校前

平日のみ運行。途中の復生病院前までは三島線と同じ。本路線は事業者単独では維持が困難なため、御殿場市の補助（御殿場市バス交通活性化対策事業費補助金）を受けて運行している。

### 東田中線
- 御殿場駅 - 富士病院 - 東田中2丁目 - 富士急御殿場営業所

2013年10月に開設された。平日のみ運行。

### 駿河小山線（・一色線）
- MS（御02）：御殿場駅 - 上町 - 一色 - 駿河小山駅
- 御18（２代）：佐野川 → 一色 → 上町 → 御殿場駅
- 御01：御殿場駅 → 仲町 → 一色（一色線）

御18は平日朝のみ、御01は平日夕方のみ、それぞれ片道運行。御01は2018年4月2日のダイヤ改正をもって設定が消滅していたが、2022年4月4日のダイヤ改正にて復活した。
御殿場駅 - 駿河小山駅系統は事業者単独では維持が困難なため、国（地域間幹線系統確保維持費国庫補助金）・静岡県（バス運行対策費補助金）の補助を受けて運行している。また、佐野川発系統及び一色線も同様の状況下にあるため御殿場市（御殿場市バス交通活性化対策事業費補助金）と小山町（小山町バス路線維持費助成金）の補助を受けて運行している。

### 上野線
- 御32：御殿場駅 - 上町 - 上古沢 - 富士小山病院 - 富士スピードウェイ東ゲート - 上野（2019年3月31日をもって休止）
- 御殿場駅 - 上町 - 仲町 - 一色 - 北郷支所 - 富士小山病院 - 富士スピードウェイ東ゲート - 上野

平日のみ運行。2018年4月2日のダイヤ改正により、一色を経由する系統が復活した。なお、復活前は「御37」（初代）を表示していた。中日向線と呼ばれる場合もある。本路線は事業者単独では維持が困難なため、御殿場市（御殿場市バス交通活性化対策事業費補助金）と小山町（小山町バス路線維持費助成金）の補助を受けて運行している。

### 小山高校線
- 御08（２代）：御殿場駅 - 上町 - 小山高校

平日のみ運行。かつては「御03」（初代）を表示していた。
- 駿80：駿河小山駅 → 足柄駅 → 小山高校

平日のみ運行。かつては「駿79」を表示していた。本路線は事業者単独では維持が困難なため、御殿場市（御殿場市バス交通活性化対策事業費補助金）と小山町（小山町バス路線維持費助成金）の補助を受けて運行している。

### 冨士霊園線
- 御33：御殿場駅 - 上町 - 一色 - 富士小山病院 - わさび平 - 冨士霊園
- 御36（２代）：御殿場駅 - 上町 - 一色 - 富士小山病院 - 富士スピードウェイ東ゲート - 富士スピードウェイ西ゲート - 冨士霊園

土休日のみ運行。お彼岸やお盆休みも運行。御殿場霊園線と表記される場合もある。本路線は事業者単独では維持が困難なため、御殿場市（御殿場市バス交通活性化対策事業費補助金）と小山町（小山町バス路線維持費助成金）の補助を受けて運行している。
- 御31（２代）：駿河小山駅 - 小山町総合文化会館前 - 富士スピードウェイ東ゲート - 富士スピードウェイ西ゲート - 冨士霊園

土休日のみ運行。お彼岸やお盆休みも運行。小山霊園線と表記される場合もある。
- 直行：御殿場駅 - 富士スピードウェイイベント広場

富士スピードウェイでのイベント開催時に運行される。富士スピードウェイの入場ゲート通過後、車内改札が行われる。

### 青少年交流の家線
- E（御21）：御殿場駅 - 中畑 - 滝ヶ原自衛隊 - 中央青少年交流の家
- E（御37（２代））：御殿場駅 - 市民交流センター - 中畑 - 滝ヶ原自衛隊 - 中央青少年交流の家

陸上自衛隊滝ヶ原駐屯地・アメリカ海兵隊キャンプ富士、国立中央青少年交流の家へのアクセス路線。滝ヶ原線と呼ぶこともある。特にキャンプ富士がある関係で米軍関係者の利用も多いため、富士急グループのバス全体を通じて最も早く行先表示に英語が併記された。米軍関係者の便を図ったものであるため、英語表記が「CAMP FUJI」となっている。本路線は事業者単独では維持が困難なため、御殿場市の補助（御殿場市バス交通活性化対策事業費補助金）を受けて運行している。

### 富士学校線
- 御45：御殿場駅 - 仁杉 - 須走浅間神社 - 富士学校

河口湖線の補完的な役割として、早朝と夜に集中して運行される。地元住民や陸上自衛隊富士学校関係者の利用が中心。本路線は事業者単独では維持が困難なため、御殿場市（御殿場市バス交通活性化対策事業費補助金）と小山町（小山町バス路線維持費助成金）の補助を受けて運行している。

### 印野線
- N（御24）：御殿場駅 - 中畑 - 堀金 - 印野本村 - 太平洋クラブ御殿場ウエスト
- N（御27（２代））：御殿場駅 - 中畑 - 富士山樹空の森 - 印野本村 - 太平洋クラブ御殿場ウエスト
- N（御25）：御殿場駅 - 板妻 - 堀金 - 印野本村 - 太平洋クラブ御殿場ウエスト
- N（御28）：御殿場駅 - 板妻 - 富士山樹空の森 - 印野本村 - 太平洋クラブ御殿場ウエスト

御27・御28は、富士山樹空の森が開業する前は「お胎内温泉」（御胎内温泉のこと）経由と案内されていた。なお、「お胎内温泉経由」と案内されていた当時は、「御27」は「御24」を、また「御28」は「御25」をそれぞれ表示していた。2025年4月7日のダイヤ改正により、印野本村 - 太平洋クラブ御殿場ウエスト間延伸、系統記号「N」が付与された。本路線は事業者単独では維持が困難なため、御殿場市の補助（御殿場市バス交通活性化対策事業費補助金）と印野財産区からの支援金を受けて運行している。

### 十里木線（・板妻線）
- J1（御11（２代））：御殿場駅 - 板妻 - 須山 - 十里木
- J1（御15）：御殿場駅 - 板妻 - 須山 - 富士サファリパーク - 十里木

フジヤマリゾートと一体で開発された富士急十里木別荘地へのアクセス路線であるが、富士サファリパークへの観光客輸送、クラボウ裾野工場への通勤輸送、自衛隊板妻駐屯地への関係者輸送も担う。また、三井住友VISA太平洋マスターズゴルフトーナメントの開催コースとして知られる太平洋クラブ御殿場コースへも行くことができる。
途中の国道469号上では、陸上自衛隊東富士演習場の敷地に挟まれた場所を通過する。
なお、かつては御11は「御18」（初代）を表示していた。
本系統は事業者単独では維持が困難なため、国（地域間幹線系統確保維持費国庫補助金）・静岡県（バス運行対策費補助金）の補助を受けて運行している。
- 御16：御殿場駅 - 板妻(駒門屋)

LED表示は板妻行きだが実際の起終点は一つ先の駒門屋まで。
陸上自衛隊板妻駐屯地への関係者輸送を担う。朝と夜の運行が中心。本系統を板妻線と呼ぶ場合もある。本系統は事業者単独では維持が困難なため、御殿場市の補助（御殿場市バス交通活性化対策事業費補助金）を受けて運行している。

### ぐりんぱ線
- J2（御34（２代））：東名御殿場インター - 御殿場駅 - 板妻 - 須山 - 富士サファリパーク - ぐりんぱ
- J2（御35（２代））：東名御殿場インター - 御殿場駅 - 板妻 - 須山 - 富士サファリパーク - ぐりんぱ - イエティ（冬季のみ）
- J2（御13（３代））：御殿場駅 - 板妻 - 須山 - 富士サファリパーク - ぐりんぱ
- J2（御13（３代））：御殿場駅 - 板妻 - 須山 - 富士サファリパーク - ぐりんぱ - イエティ（冬季のみ）

遊園地「ぐりんぱ」、スキー場「スノータウンyeti」など「フジヤマリゾート」各施設へのアクセス輸送を担う路線。
なお、御34・御35ともに、かつては「御20」（２代）を表示していた。なお、「御20」を表示していた当時は、現在のように御殿場駅から東名御殿場インターまで直行せず、御殿場駅東口を経由していた。

### 神場循環線
- 御51：御殿場駅 - 神場入口 - 神場公民館前 - 板妻 - 御殿場駅（循環）

本路線は事業者単独では維持が困難なため、御殿場市の補助（御殿場市バス交通活性化対策事業費補助金）を受けて運行している。

### 神場南循環線
- 御57：御殿場駅 - 神場入口 - 神場南 - 板妻 - 御殿場駅（循環）

ただし、御殿場駅始発時点では正面行先表示器は「御56」（２代）、側面行先表示器は「御57」を表示する。
神場循環線及び神場南循環線は2010年11月に開設された。
本路線は事業者単独では維持が困難なため、御殿場市の補助（御殿場市バス交通活性化対策事業費補助金）を受けて運行している。

### 北の原循環線
- 御09（３代）：御殿場駅 → 神場入口 → 北の原 → 板妻 → 御殿場駅（循環）

かつては「御52」を表示し、双方向循環であった。神場循環線、神場南循環線、北の原循環線を総称して神場・原里循環線と呼ぶこともある。
本路線は事業者単独では維持が困難なため、御殿場市の補助（御殿場市バス交通活性化対策事業費補助金）を受けて運行している。

### 東山循環線
- 御05（２代）：御殿場駅 - 仲町 - 忍沢 - 東山 - 秩父宮記念公園 - 富士病院 - 御殿場駅（循環）
- 御06（３代）：御殿場駅 - 富士病院 - 秩父宮記念公園 - 東山 - 忍沢 - 仲町 - 御殿場駅（循環）

かつてはいずれも「御55」を表示していた。なお、「御55」表示当時は、同じ系統番号で両方向とも、富士カントリークラブ経由も運行されていた時期があった。本路線は事業者単独では維持が困難なため、御殿場市の補助（御殿場市バス交通活性化対策事業費補助金）を受けて運行している。

### チアーズ循環線
- 御64（２代）：御殿場駅 - 西高前 - 玉穂支所 - チアーズガーデン - 御殿場駅（循環）

平日のみ運行。
- 市民交流センター - 玉穂支所 - チアーズガーデン - 御殿場駅（循環）

2011年5月に開設された路線。2015年11月に再編を行った。平日のみ運行。本路線は事業者単独では維持が困難なため、御殿場市の補助（御殿場市バス交通活性化対策事業費補助金）を受けて運行している。

### 玉穂・上小林循環線
- 市民交流センター → 玉穂支所 → 善竜寺 → 玉穂支所 → 市民交流センター（循環）
- 市民交流センター → 玉穂支所 → 上小林 → 玉穂支所 → 市民交流センター（循環）

平日のみ運行。コミュニティバスに準じる扱いを受けており、上限運賃が200円となっている。2019年3月31日をもって休止。

### 明神峠線
- 駿32：駿河小山駅 → ふじみセンター → 明神峠

ハイキングバスとして4月 - 11月の土休日の運行（片道1本）。2020年度は運休が続いていたが、8月以降に無料シャトル便として運行再開。なお、系統番号設定当初は「駿77」を表示していた。

### アウトレットエクスプレス（三島アウトレット線）
- O（御60）：三島駅 - 裾野駅 - 岩波駅 - （直行） - 御殿場プレミアム・アウトレット

三島、裾野地区から御殿場プレミアム・アウトレットへの利用者の便を図った路線。クローズドドア方式であり、三島駅 - 岩波駅間のみの利用はできない。アウトレット行のみ料金先払いで三島駅行は料金後払い。共同運行する富士急シティバスは系統番号を表示していない。

### 須走口五合目線
- Q（御97）：御殿場駅 - 須走浅間神社 - 宮上 - 馬返し - 狩休 - 須走口五合目
- Q：御殿場プレミアム・アウトレット - 御殿場駅 - 須走浅間神社 - 宮上 - 馬返し - 狩休 - 須走口五合目

ハイキングバス・富士登山バスとして5月から10月の間運行。2017年のシーズンからは御殿場プレミアム・アウトレット始発の便が設定された。

### 御殿場口新五合目線
- Z：御殿場駅 - 御殿場口新五合目 - 須山御胎内 - 水ヶ塚公園
- Z：御殿場プレミアム・アウトレット - 御殿場駅 - 御殿場口新五合目 - 須山御胎内 - 水ヶ塚公園 - ぐりんぱ

富士登山シーズンのみ運行。2017年のシーズンからは御殿場プレミアム・アウトレットを始発とし、ぐりんぱへ延長運転される便が設定された。

### 受託路線
静岡県駿東郡小山町より、小山町コミュニティバスの運行を受託している。
小山町コミュニティバス
- 定時運行バス
  - 足柄ルート（向桑木 - 小山中学校、平日のみ運行、日によって異なる時間の便もある）：向桑木 - 桑木公民館 - 落合河原橋前 - 足柄駅 - 所領
  - 足柄ルート（小山中学校/小山役場前 - 小山高校、平日のみ運行（学校の長期休暇期間を除く）、日によって異なる時間の便もある）：小山中学校 - 小山役場前 - 所領 - 足柄駅 - 小山高校
  - 須走ルート（平日のみ運行、曜日によって異なる時間の便もある）：紅富台入口 - 須走浅間神社 - 須走郵便局前 - 正倉 - 北郷支所 - 富士小山病院 - 佐野川 - 足柄駅 - 小山高校
- デマンド（事前予約制、ワゴン車での運行）
  - 足柄地区
  - 須走地区
  - 成美・明倫地区
  - 北郷地区

### 富士スピードウェイ構内バス
- 構内シャトルバス：富士スピードウェイイベント広場 → 1コーナー → モビリタ → CGパーク → P5 → P7 → 第13コーナー外側 → 富士スピードウェイイベント広場
- サーキットサファリバス

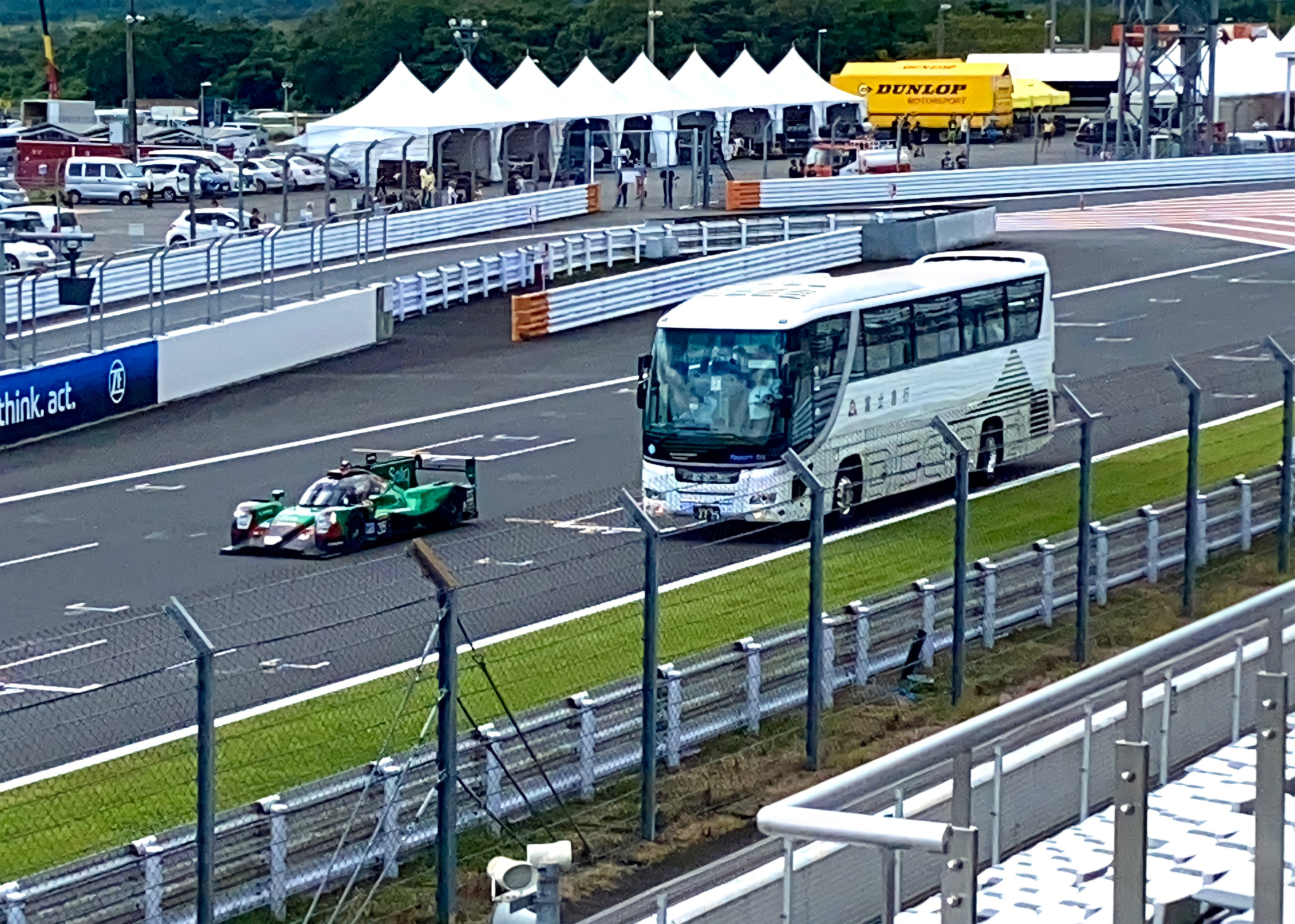
ハイパーカーと併走しながらサーキットを一周するサーキットサファリバス

### 無料シャトルバス
- 御殿場駅 - （直通） - 太平洋クラブ御殿場コース
  - 三井住友VISA太平洋マスターズ開催期間中のみ運行。

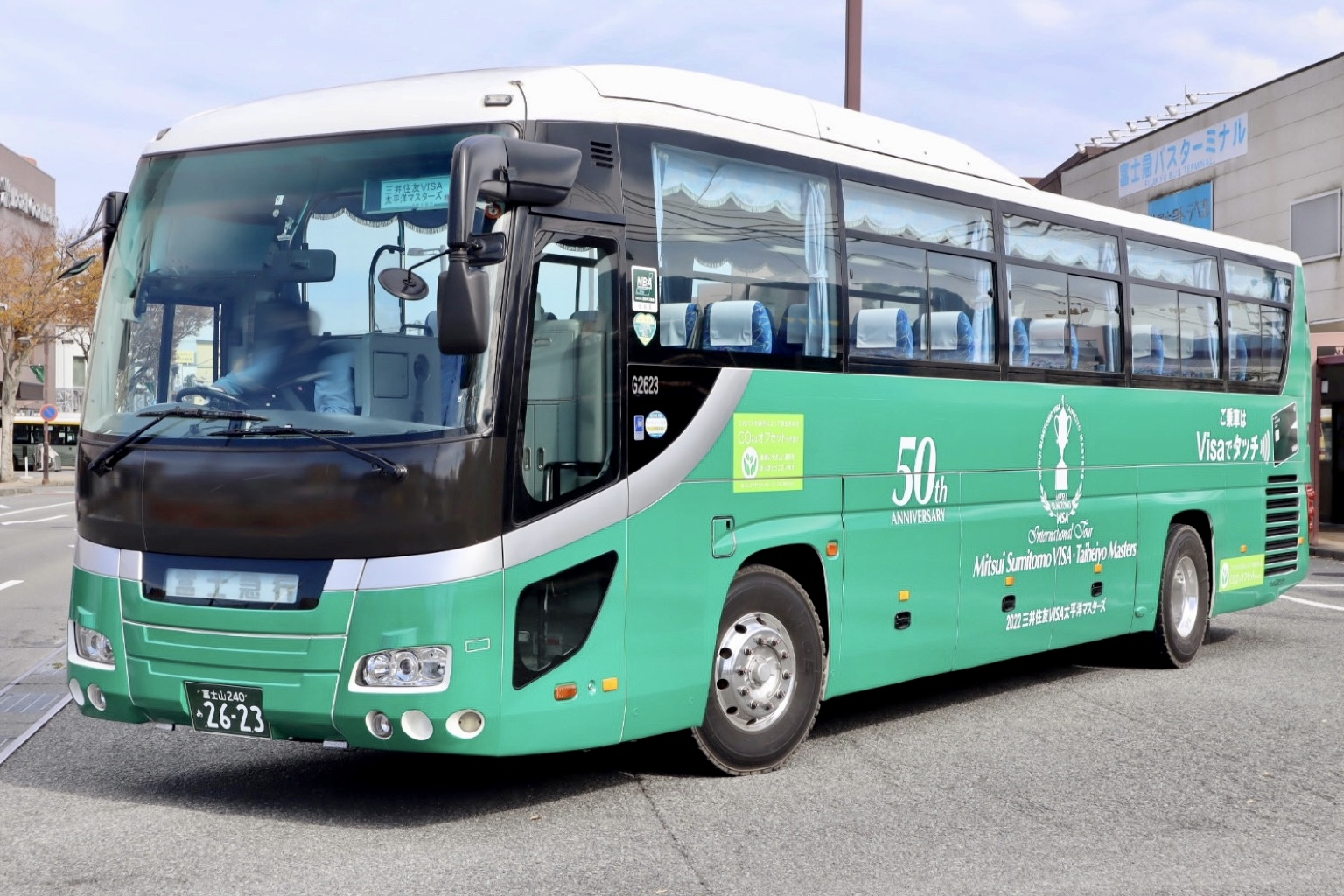
50回記念ラッピングが施された送迎バス(2022年11月10日撮影)
50回記念ラッピングが施された送迎バス(2022年11月10日撮影)

### 実証実験シャトルバス 富士山ライナー
- 御殿場駅 - 東名足柄バスストップ - 新松田駅
  - 2025年6月23日 - 運行開始[23]。

富士山ライナーは首都圏への通勤通学の利便性向上と人口流出抑止を目的として、御殿場市と小山町が実証実験路線として開設した高速路線バスである。運行は富士急モビリティ本社営業所が担当する。事業予算は、御殿場市と小山町合わせて約3200万円で、実証実験期間は2025年6月23日から2026年3月31日までとなっている。

## 現行路線（湘南営業所）
一般路線では「漢字+アラビア数字」の東京式の系統番号が導入されている。ただしバス停留所や行先表示機には表示されていないケースも多く、旅客向けの使用としては限定的である。

### 松田から高尾・ビオトピア・西大井方面
未病バレービオトピア（大井第一生命館ビル（旧第一生命大井本社、現在はブルックス大井事務所も入居）などを結ぶ路線。
- 松71:新松田駅 - 神山 - 未病バレービオトピア
- 松07:新松田駅 → 神山 → 未病バレービオトピア → 第一生命新大井事業所 → 西大井 →  新松田駅（平日のみ）
- 松78:新松田駅 - 神山 - 未病バレービオトピア - 高尾（平日のみ）

松71がビオトピアへのアクセスの中心で、平日4.5往復、土休日6往復と、土休日の方が運転が多くなる。
ビオトピアから高尾へ足を伸ばす松78は平日朝1往復のみ運転。終着の高尾は、2015年まで神奈川中央交通の路線も乗り入れていた。
松07は新旧の第一生命事業所を循環する路線で1本のみ運転。

### 松田から山北・西丹沢方面

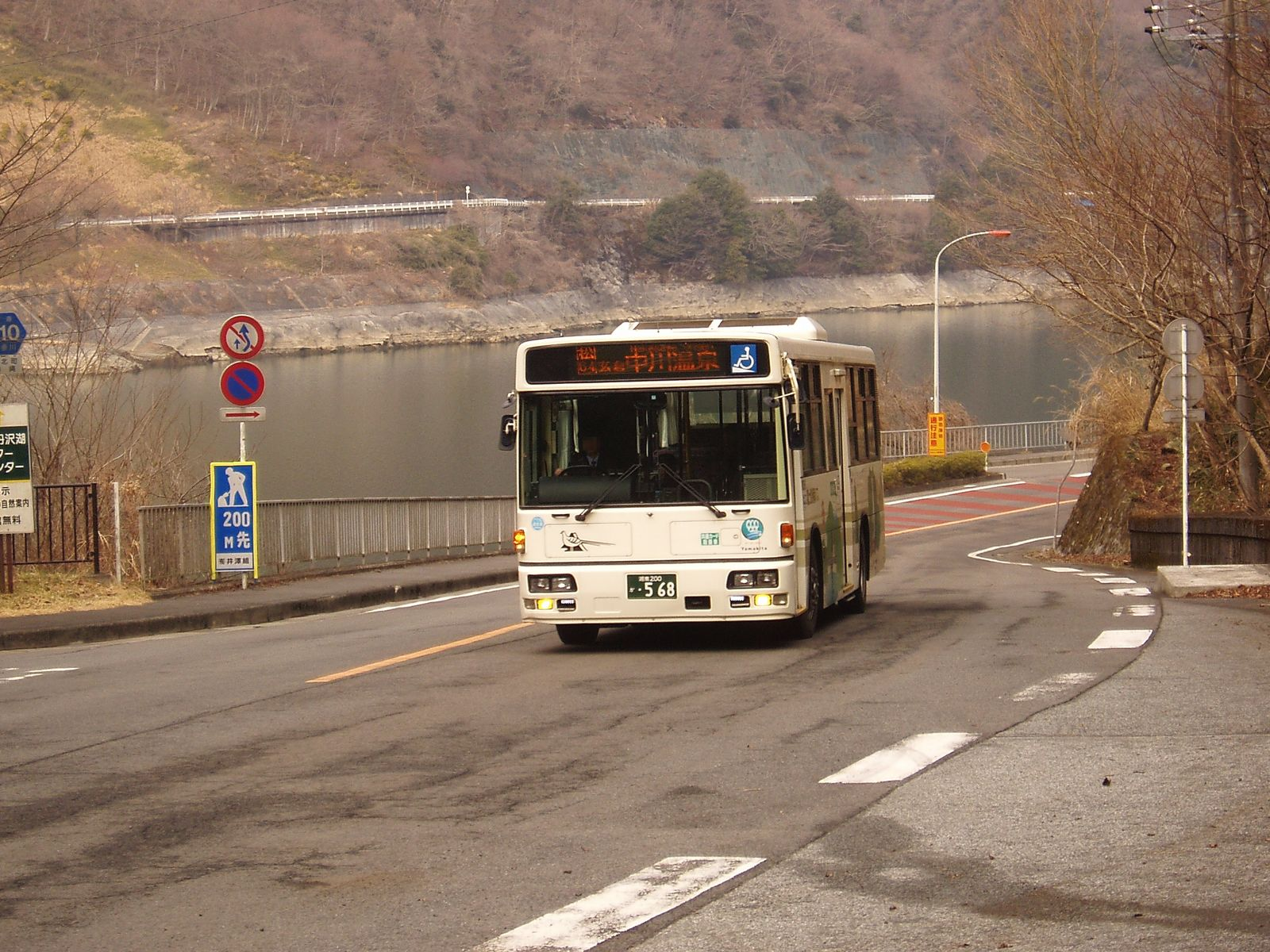
松64（丹沢湖付近にて）M8368

- 松62:新松田駅 - 向原 - 山北駅 - 樋口橋 - 谷峨駅 - 清水橋 - 玄倉 - 丹沢湖 - 中川 - 西丹沢ビジターセンター
- 松66:新松田駅 - 向原 - 山北駅

丹沢に向かう路線である。あまり本数は多くないが、登山・ハイキング客の利用が多い行楽の時期は増発便も出る。しかし、2002年4月11日には神奈川県生活交通確保地域対策協議会に当系統のうち、清水橋 - 神縄、神縄 - 玄倉、神縄トンネル - 丹沢湖、神縄 - 西丹沢自然教室の廃止、新松田駅 - 清水橋大幅減便という内容の退出意向が提出された。2003年4月1日からは新松田駅〜西丹沢自然教室が国庫補助対象路線となることになり、その過程で玄倉非経由であった松61（新松田駅 - 西丹沢自然教室）、松63（新松田駅 - 中川）などが廃止され、系統整理が行われた。
2017年5月1日に、西丹沢自然教室が西丹沢ビジターセンターに停留所名が変更された。

### 栢山駅発着系統
- 栢98:栢山駅 → 大井高校（平日のみ）

他の当社路線とは完全に分離された系統で、朝に大井高校行2本が運行される。

### 松田から寄方面

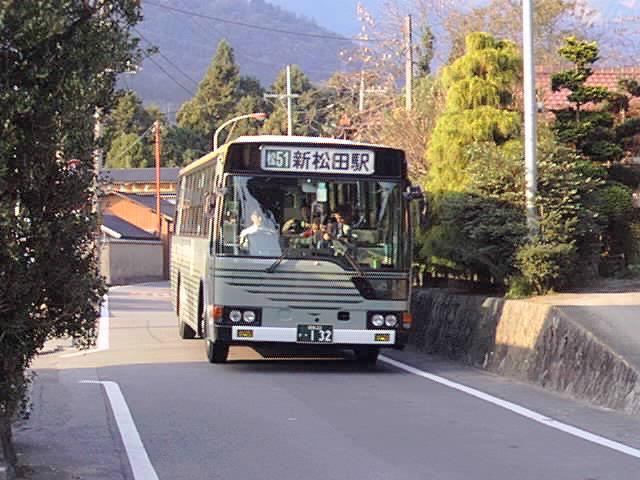
松51（松田町寄付近にて）M5562

- 松51:新松田駅 - 上茶屋 - 松田ランド - 寄（やどりき）
- 松53:新松田駅 ← 神山 ← 松田ランド ← 萱沼上 ← 長寿橋 ← 寄（平日のみ）
- 松54:新松田駅 - 上茶屋 - 松田ランド - 萱沼上 - 長寿橋 - 寄（平日のみ）

松田町北部の寄へ向かう路線である。2011年まで新松田駅 - 松田ランド間は湘南神奈交バスの路線（神04）と重複していた。
中心となる松51は、国道246号から寄入口交差点より神奈川県道710号神縄神山線に入る経路で、平日・土休日とも、おおむね1-2時間に1本程度の運行。
松53・54は、2011年に行われたデマンドバス実験の結果定時バスとして運転されるようになったもので、県道710号から外れた萱沼集落、虫沢集落（長寿橋）を経由する。萱沼上には折り返し場がなく、さらに上った小田原ゴルフ倶楽部松田コース敷地まで行き引き返してくる。平日午前の新松田行、午後の寄行が併せて2往復運転される。平日の寄発の2便目のみ、松田ランドから先も県道710号を通る神山経由として運転。以前は神山経由の本線系統・松52が運転されていたが、国道246号へ入る蛇塚交差点での右左折が危険であることなどの理由で1本のみの運行に削減された。

### 松田から下曽我方面・小田原駅・国府津駅発着系統
| 小14（中河原梅林付近にて）M1257 |  | 小15（飯泉橋付近にて）M4251 |
| 小14（中河原梅林付近にて）M1257 |  | 小15（飯泉橋付近にて）M4251 |

国府津駅を発着する路線の系統番号に同駅を発着する神奈川中央交通の系統番号と重複しているものがあったが、2021年現在は解消されている。
- 国02:国府津駅 - 別所梅林 - 下曽我駅入口 - 下曽我駅
- 国07:新松田駅 - 第一生命新大井事業所 - 西大友 - 下曽我駅入口 - 国府津駅（平日のみ）
- 松04:新松田駅 - 神山 - 金子 - 浅間塔 - 上大井駅入口 - 下曽我駅入口 - 下曽我駅 - 下曽我駅入口 - ダイナシティ
2012年1月4日に国01系統のダイナシティ経由便を分割した系統である。
- 下01:下曽我駅 - ダイナシティ
- 上21:上大井駅 → 金子 → 神山 → 新松田駅（平日のみ）

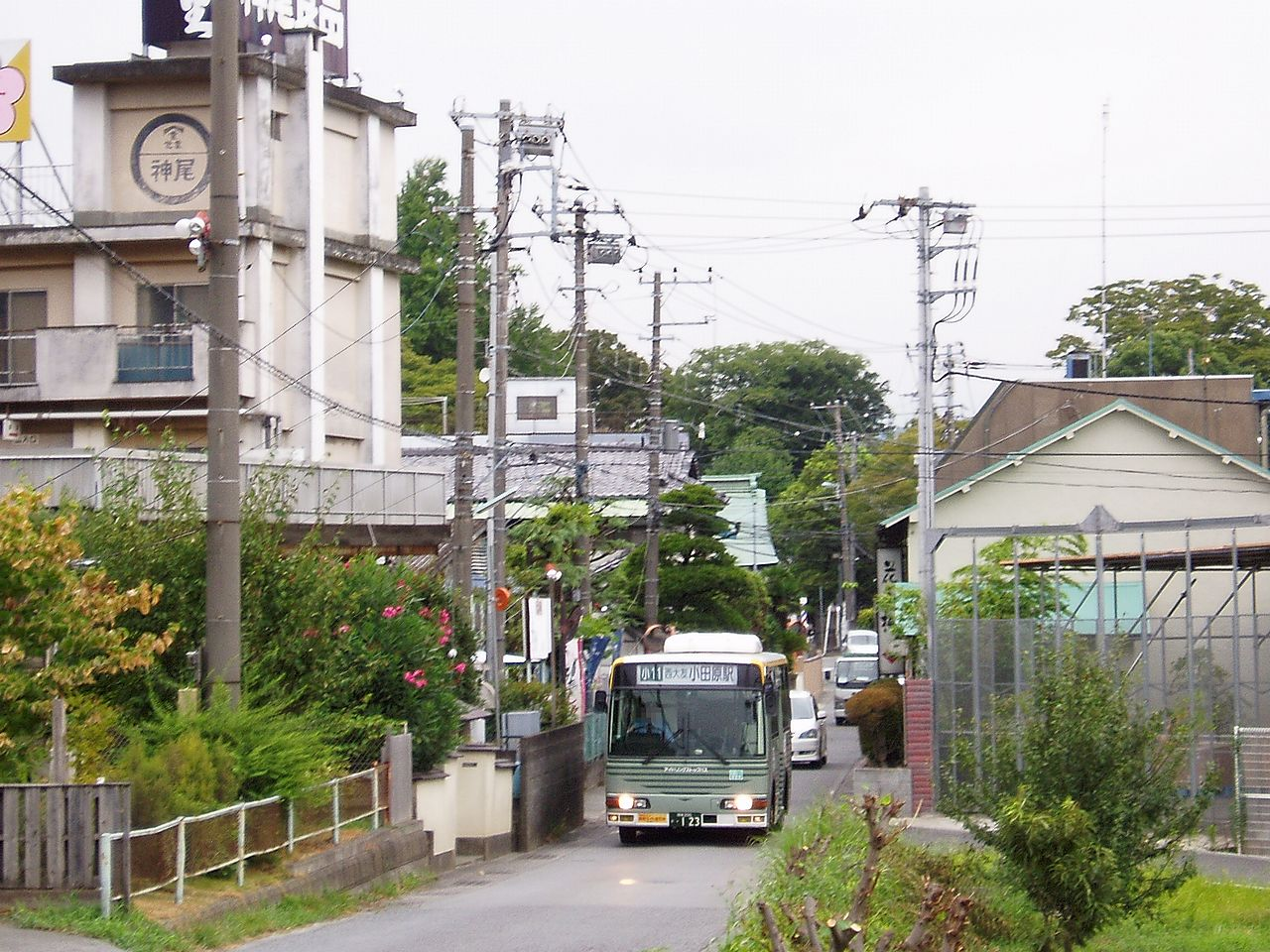
小11（飯泉橋付近にて）M5966

- 小11:新松田駅 - 西大井 - 湘光中学校 - 下大井中 - 西大友 - 桑原 - 中堀 - 成田（なるだ） - 飯泉観音 - 小田原駅
- 小12:新松田駅 - 西大井 - 湘光中学校 - 第一生命新大井事業所 - 下大井中 - 西大友 - 桑原 - 中堀 - 成田 - 飯泉観音 - 小田原駅（平日のみ）
- 小14:新松田駅 - 神山 - 金子 - 上大井駅入口 - 下曽我駅入口 - 下曽我駅 - 下曽我駅入口 - 千代小学校前 - 中堀 - 成田 - 飯泉観音 - 小田原駅
- 小15:下曽我駅 - 下曽我駅入口 - 千代小学校前 - 中堀 - 成田 - 飯泉観音 - 小田原駅
- 小20:小田原駅 - 飯泉観音 - 相模容器前 - 飯泉観音 - 小田原駅（平日のみ、LED表示は「成田工業団地循環」）
- 松84:下大井中 → 湘光中学校 → 西大井 → 新松田駅（平日のみ）

国02は、国府津駅から県道72号を通り下曽我駅へ向かう路線で、午前中と夕方に運行される。
国07は下曽我駅入口から上府中公園・第一生命新大井事業所を経由する路線で、国府津発は朝夕各2便、新松田発は夕方3便が運転。なお、下曽我駅は経由しない。
松04は御殿場線の東に沿って下曽我駅まで南下後ダイナシティを結ぶ路線で1日2往復の運転。下曽我駅-ダイナシティは区間便の下01がさらに2往復加わる。
新松田駅と小田原駅を結ぶ系統は3つあり、小11・12は第一生命を経由するかどうかの違いである。小14は松04と下曽我駅の先まで同一経路をたどった後、中堀で小11・12の経路に合流する。小15は小14の区間便であり、この区間は平日は併せて毎時1本程度運転されている。小20はこれらの系統の小田原寄りでの循環路線で、平日夕方1本のみ運行。松84は新松田寄りの区間路線で平日朝1本のみ運行。「下大井中」は、かつての「曽我支所入口」。

### 第一生命通勤路線

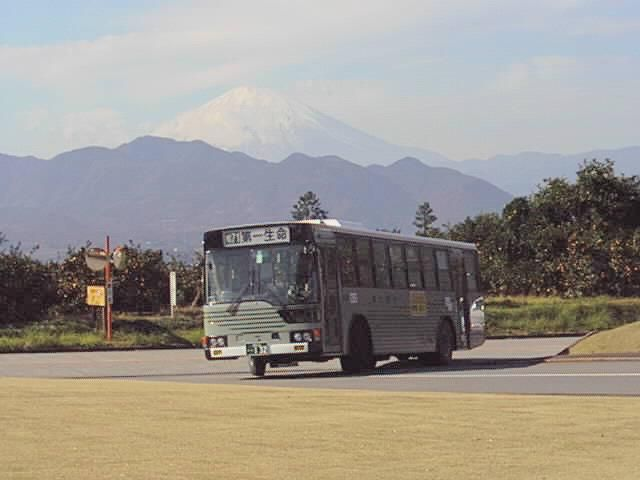
第一生命旧大井事業所にて M5562

- 松01:新松田駅 - 金手 - 西大井 - 湘光中学校 - 第一生命新大井事業所（平日のみ）
- 松02:新松田駅 → 急行 → 第一生命新大井事業所（平日のみ）

平野部に移転した第一生命への路線である。第一生命へは他松08・国07・小12も経由するが、第一生命に入る路線は全便が平日のみの運行。急行便である松02は、富士急グループでは珍しく運賃前払いとなっていたが2019年末〜2020年初頭に行われた運賃箱更新により、松02系統も運賃後払い両替方式となった

### その他の路線
- 松81:新松田駅 - 向原 - 大口 - アサヒビール神奈川工場（平日）
- 松102:新松田駅 - 向原 - 大口 - アサヒビール神奈川工場 - 大雄山駅（土・休日、学校の夏休み期間のみ運行）

上記2路線は、新型コロナウイルス感染症の影響によりアサヒビールの工場見学が休止されたため2020年7月より運休となり、さらに2023年1月限りで工場自体が閉鎖されたこともあり、当時の富士急湘南バスのHPからも時刻表が削除されていた。なお、新松田駅 - 向原 - アサヒビール神奈川工場は、開設当初は「松102」であったが、「大105」大雄山駅 - アサヒビール神奈川工場との統合後、「松81」に系統番号を変更し、統合された新松田瑛 - アサヒビール神奈川工場 - 大雄山駅が「松102」に設定変更された。

### 季節運行路線
- 松75:新松田駅 - 向原 - 山北駅 - 大野山登山口

特定日のみ運行。（2020年春以降運休が続いていたが、2023年より大野山開きに合わせて臨時運行）
- 西01:JR松田駅 - 松田山西平畑公園
- 十文字橋駐車場 - 松田山西平畑公園

松田さくらまつり開催期間中のみ運行、土・休日及び混雑時は十文字橋駐車場（酒匂川町民親水広場の臨時駐車場）発着便が運行される。
- 下05:新松田駅 - 神山 - 金子 - 浅間塔 - 上大井駅入口 - 中河原梅林 - 下曽我駅
- 国01:新松田駅 - 神山 - 金子 - 浅間塔 - 上大井駅入口 - 中河原梅林 - 下曽我駅 - 別所梅林 - 国府津駅

小田原梅まつり開催期間中のみ運行、開催期間中は国02系統も増便される。
- 松95:新松田駅 - 特急 - 富士霊園（冬季を除く土休日・春秋彼岸・新旧盆期間のみ運行）
- 開01:開成駅 - 新松田駅 - 富士スピードウェイ

富士スピードウェイでのイベント開催時などに臨時運行される。ただし2007年・2008年のF1日本グランプリの際は、主催者側がシャトルバスを用意したため運行されなかった。
- 富01:新松田駅 - 特急 - 富士山須走口五合目

2008年の夏季に運行。静岡県内へ乗り入れる路線だが、首都圏のバス共通カードも利用できた。

### 高速バス

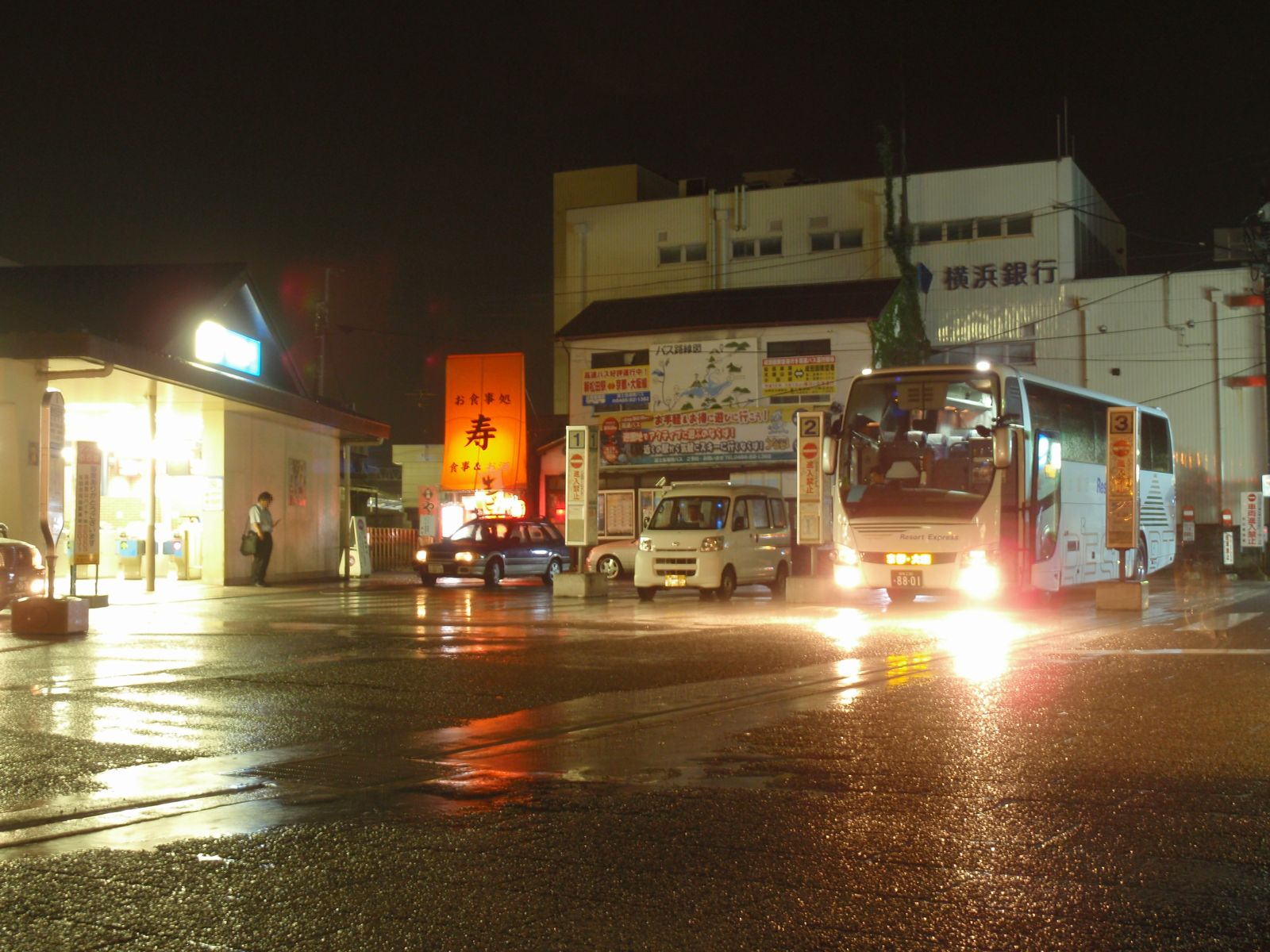
金太郎号（新松田にて）M8801

- 新松田駅 - 富士急ハイランド - 河口湖駅 - 富士山五合目

2005年夏に運行開始。夏季のみ毎日運行。
- 国府津駅 - 新松田駅 - 富士急ハイランド - 河口湖駅

2005年夏に運行開始。それまでは会員制バスとして運行されていた。
2008年12月1日より国府津駅まで延長される。
2016年12月1日より運休中。
- 新松田駅　- 富士急ハイランド - 河口湖駅

2022年12月24日〜2023年2月28日まで期間限定で運行開始。（1日1往復）
- 金太郎号

小田原駅東口・松田車庫（富士急湘南バス本社）・御殿場駅・新富士駅・東静岡駅 - 京都駅八条口・大阪駅前（地下鉄東梅田）・OCAT
2008年10月1日運行開始。近鉄バス八尾営業所と共同運行。
富士吉田駅（現・富士山駅） - 京都・大阪間「フジヤマライナー」より系統分離。
- 南町田グランベリーパーク駅 - 町田バスセンター - 橋本駅 - 富士急ハイランド - 河口湖駅
- 藤沢駅 - 辻堂駅 - 本厚木駅 - 富士急ハイランド - 河口湖駅

いずれも2017年4月に富士急山梨バスから移管。藤沢・厚木線は神奈川中央交通と共同運行。
町田・橋本線は2017年7月1日より南町田駅（現在の南町田グランベリーパーク駅）への乗り入れ開始。こちらも元々は神奈川中央交通と共同運行だったが、2025年4月16日より富士急モビリティの単独運行に変更された。

### コミュニティバス

#### 山北町コミュニティバス
「山北町循環バス」の名称で、2005年12月1日より運行開始された。富士急湘南バスの定期券は利用できない。また交通系ICカード対応の設備は装備されているが、カードが利用可能なのは山北駅⇔新松田駅間を運行する2路線のみであり、循環各路線では交通系ICカードを利用できない。
車両は、山北町が購入したレトロバス（日野・リエッセ）とボンネットバス風特装車（架装は東京特殊車体）2台を使用しているが、代車として三菱の小型一般路線バスが運行に就くこともある。
2007年4月1日、2008年4月1日に運行見直しがなされた。山北駅発着が基本だが、2008年4月のダイヤ改定から区間便も運行されている。
利用状況は好調であり、2005年12月の運行開始時の1日あたり約70人から95人程度へと増加している。
- 東部循環:（平日運行・朝1本のみ） 山北駅 → 川村小学校入口 → 岸 → がら瀬 → 三菱ガス化学前 →  東山北駅 → 向原 → 山北駅
- 東部循環:（平日運行・朝1本のみ） 向原 → 東山北駅 → 三菱ガス化学前 → がら瀬 → 岸 → 川村小学校入口 (山05)
- 西部循環:（平山先回り・平日運行・朝3本のみ） 山北駅 → 平山 → 岸 → 川村小学校入口 → 山北駅
- 西部循環:（岸先回り・平日運行・夕方2本のみ） 山北駅 → 川村小学校入口 → 岸 → 平山 → 山北駅
- 南部循環:（東回り） 山北駅 → 向原 → 東山北駅 → 三菱ガス化学前 → がら瀬 → 日向 → 平山 → 山北駅
- 南部循環:（西回り） 山北駅 → 平山 → 日向 → がら瀬 → 三菱ガス化学前 → 東山北駅 → 向原 → 山北駅
  - 東部循環線及び南部循環線は、2021年8月より東山北駅に乗り入れ開始している。
- 山北 - 新松田: 山北駅 - 高松山入口 - 向原 - 新松田駅（一般路線の松66と同一経路）
  - 平日7往復、土休日2往復の運転。
- 山北 - 新松田（岸周り）山99: 山北駅 - 川村小学校入口 - 岸 - がら瀬 - 三菱ガス化学前 - 向原 - 新松田駅
  - 山北駅発は平日夕方のみ2本、土曜日は朝に1本が運行される。一方、新松田発は平日・土曜日朝に1本の運行となる（日曜は全便運休）。
  - この他、平日朝に川村小学校入口始発新松田駅行き（山04）が1本運行される。

#### 大井町巡回バス
大井町では、2021年5月から大井町巡回バスの実証運行を実施し、2022年5月から「おおいゆめバス」の名称で本格運行を開始した。
運行は引き続き富士急湘南バスが委託を受けて行うため、富士急の小型車両（主にエアロミディMJ）が使用されており、交通系ICカードも利用可能。
- 登下校ルート: 新松田駅 - 湘光中グランド前 - 上大井駅 - 篠窪 - 高尾 - いこいの村あしがら（平日のみ）
- 相和循環: 大井町役場 - 上大井駅 - いこいの村あしがら - 高尾 - 横道 - 篠窪 - 坊村 - 新松田駅 - あしがらモール - 大井町役場（月/

火/
金曜及び土曜午前のみ、祝日は除く）
- 西大井・金子循環: 大井町役場 → あしがらモール → 新松田駅 → 大井町役場（月・火・金・土曜のみ、祝日は除く）

## 過去の路線

### 富士急モビリティ・富士急行御殿場営業所
- 御殿場駅 → 上古沢 → 上野 → 明神峠（最終運行日：2007年9月30日）
ハイキングバスとして休日のみ片道1本の運行であった。
- 駿76：駿河小山駅 → 足柄峠（最終運行日：2007年9月30日）
ハイキングバスとして休日のみ片道1本の運行であったが、2020年の行楽シーズンのみ足柄駅～足柄峠間で運行再開した。　現在は小山町の足柄地区デマンドバスが引き継いでいる。
- 御26：御殿場駅 - 西高前 - 善竜寺
平日のみ2往復の運行であった。チアーズガーデン循環線新設のため、2011年5月29日限りで廃止。
- 御19：御殿場駅 → 上町 → 高根支所前 → 北郷支所前 → 富士小山病院
晩年は帰宅時間帯のみ片道1本の運行であった。2018年4月2日のダイヤ改正をもって設定が消滅。
なお、御19は、かつては双方向運行で、「御35」（２代）を表示していた。なお、「御35」は、車輌によっては「御32」（御殿場駅 - 上野と重複）を表示していた。
- 御62：沼田 → 便船塚 → 御殿場駅
- 御92：御殿場駅 - 車庫前 - かまど入口 - 大坂　
「車庫」とは、御殿場駅ホーム沿いにあった駐留場のこと
- 御53：御殿場駅 → かまど入口 → 大坂 → 駒門 → 神場入口 → 北の原 → 板妻 → 御殿場駅
- 御54：駒門 → 和新田 → 柴怒田入口 → 御殿場駅
実際には、御殿場駅 → 御53 → 駒門 → 御54和新田経由 → 御殿場駅
- 御98：裾野駅 - 大坂 - 駒門 - 神場入口 - 杉名沢 - 御殿場駅
- 御94：御殿場駅 - 杉名沢 - 神場入口 - 駒門
- 御91：御殿場駅 - 裾野駅
- 沼81：御殿場駅 - 裾野二本松 - 大岡駅 - 竹の岬 - 沼津駅
- 駿73：駿河小山駅 - 吉久保 - 富士小山病院 - わさび平 - 冨士霊園
- 駿71：駿河小山駅 - 湯船住宅
- 駿78：駿河小山駅 → 清水橋
当路線は神奈川県足柄上郡山北町立清水小学校への通学バスの役目を果たしており、平日朝のみ運行していた。
- 御03（２代）：御殿場駅 - 所領 - 駿河小山駅
- 御04（初代）：御殿場駅 - 阿多野
- 御04（２代）：御殿場駅 - 富士サファリ - こどもの国
車輌によっては、「御12」（御殿場駅 - 須山と重複）を表示していた。
- 御05（初代）：御殿場駅 - 城入口
- 御06（初代）：御殿場駅 - 美の和
- 御06（２代）：御殿場駅 - 大胡田
- 御07：御殿場駅 - 足柄駅
- 御08（初代）：御殿場駅 - 大胡田
「御03」（２代（御殿場駅 - 所領 - 駿河小山駅））開設時に、系統番号が「御06」（２代）に変更され、同時にそれまで「御03」（初代）であった御殿場駅 - 小山高校の系統番号が「御08」（２代）に変更された。
- 御09（初代）：桑木 - 足柄駅
- 御09（２代）：足柄駅 - （各停） - 小山高校
開設当時は「駿79」を表示していた。
- 御10：御殿場駅 - 東大路 - 大胡田
- 御11（初代）：御殿場駅 - 駒門屋
- 御12：御殿場駅 - 須山
- 御13（初代）：御殿場駅 - 日本ランド
- 御13（２代）：御殿場駅 - 富士サファリパーク - 日本ランドHOWゆうえんち
かつての「日本ランドＨＯＷゆうえんち」は、現在のぐりんぱの前身。
- 御14（初代）：御殿場駅 - 日本ランド自然の家
- 御14（２代）：御殿場駅 - 富士サファリパーク - 日本ランドHOWスキー場　（冬季のみ）
かつての「日本ランドＨＯＷスキー場」は、現在のイエティの前身。
- 御17：御殿場駅 - 富士サファリパーク
- 御20（初代）：東名御殿場インター入口 - 御殿場駅 - 日本ランド
- 御22：御殿場駅 - 御殿場口新五合目
- 御23：御殿場駅 - 永塚 - 御胎内入口
- 御27（初代）：東名御殿場インター - 御殿場駅 - 青年の家
現在の中央青少年交流の家は、かつては「青年の家」であった。
- 御31（初代）：御殿場駅 - 棚頭
- 御34（初代）：御殿場駅 - 中日向
- 御35（初代）：御殿場駅 - 青年研修所
- 御36（初代）：御殿場駅 - 一色 - 北郷支所 - 棚頭
- 御38：御殿場駅  → 一色 → 北郷支所 → 上野 → 富士スピードウェイ → 富士霊園
- 御41：御殿場駅 - 上古沢
- 御42：正倉北 → 上小林 → 御殿場駅

かつては双方向運行であったが、晩年は平日朝、片道のみの運行であった。2021年4月5日のダイヤ改正をもって路線廃止（平日のみ運行のため2021年4月2日で運行を終了。最終担当車はG3265）。
- 御43：御殿場駅 - 上柴怒田
- 御44：御殿場駅 - 上柴怒田 - 須走車庫
- 御46：東名御殿場インター - 御殿場駅 - 富士学校
- 御56（初代）：御殿場駅 - 東部循環
- 御61：御殿場駅 - 便船塚 - 富士カントリークラブ
- 御63：御殿場駅 - 鮎沢 - 富士カントリークラブ
- 御64（初代）：御殿場駅 - 聖マリア幼稚園
- 御65：御殿場駅 - 駒門工業団地
- 御69：足柄駅 - （直行） - 小山高校
- 駿70：駿河小山駅 - 富士小山病院
- 駿72：駿河小山駅 - 一色
- 駿74：駿河小山駅 - 古沢 - 須走車庫
- 駿75：駿河小山駅 - 上柴怒田 - 須走車庫
- 駿79：駿河小山駅 - 所領 - 足柄駅
かつては、のちの「駿80」（駿河小山駅 - 足柄駅 - 小山高校）、「御09」（２代（足柄駅 - 小山高校））のいずれも「駿79」を表示していた。
- 御87(3代)：御殿場プレミアム・アウトレット - 御殿場駅 - 河口湖駅
- 御87(2代)：御殿場駅 - 山中湖 - 富士吉田駅　系統番号設定当初は「御89」(初代)
- 御84(初代)：御殿場駅 - 旭日丘 - 河口湖駅(ホテルハイランドリゾート)
- 御86(初代)：御殿場駅 - (山中湖)旭日丘
- 御88(初代)：御殿場駅 - 山中湖畔・ホテルマウント富士入口
- 御88(2代)：御殿場駅 - 養護学校
- 御89(2代)：御殿場駅 - 旭日丘 - (山中湖)平野
- 御89(3代)：御殿場駅 → コミュニティセンター　当時の養護学校(現・特別支援学校)の1停留所手前まで片方向運行
- 沼82：御殿場駅 → 三島駅 → 沼津駅
- 駿92：駿河小山駅 - (山中湖)平野 - 河口湖駅
- 御93：御殿場駅 - 岩波
- 沼95：御殿場駅 - 下石田 - 沼津駅
- 須走96：宮上 - 須走口新五合目
- 駿河小山駅 - 上柴怒田 - 須走車庫 - 富士高原ゴルフ場(天恵)　方向幕は作られず、方向板で案内
- 裾野駅 → 大坂　方向幕は作られず、「御53　大坂」の方向幕を代替使用した
- 御殿場駅 - 富士フェニックス短大　富士フェニックス短大の閉校とともに廃止
- 箱根宮の下 - 御殿場駅 - 河口湖駅
- 小山町コミュニティバス（再編前） 以下の3ルートを運行している。一部の便は、生涯学習センター、東名足柄を越えて連続運行している[22]。
  - 「すばしりルート」須走浄化センター - 須走浅間神社 - 堀切 - 富士小山病院 - 生涯学習センター
  - 「あしがらルート」生涯学習センター - 一色 - 足柄駅 - 東名足柄
  - 「くわぎルート」東名足柄 - 足柄駅 - 向桑木 - 御殿場プレミアム・アウトレット

小山・足柄地域実証実験運行バス 大別して以下の2コースを運行している[22]。
  - 「湯船・柳島コース」
    - ふじみセンター - 小山役場前 - 湯船住宅入口 - 柳島公民館 - 湯船住宅入口 - なかがわ医院入口
    - ふじみセンター - 小山役場前 - 湯船住宅入口 - 湯船公民館 - 湯船住宅入口 - なかがわ医院入口
日曜・火曜・木曜のみ運行。

  - 「循環コース」
    - 足柄駅 → 小山役場前 → 駿河小山駅 → 富士紡正和寮 → 小山役場前 → 足柄駅
    - 足柄駅 → 東名足柄 → 生涯学習センター → 小山役場前 → 駿河小山駅 → 富士紡正和寮 → 小山役場前 → 生涯学習センター → 東名足柄 → 足柄駅
    - 足柄駅 → 小山役場前 → 駿河小山駅 → 富士紡正和寮 → 小山役場前 → 生涯学習センター → 東名足柄 → 足柄駅
    - 足柄駅 → 東名足柄 → 生涯学習センター → 小山役場前 → 駿河小山駅 → 小山役場前 → 生涯学習センター → 東名足柄 → 足柄駅

### 富士急湘南バス

#### 2004年度以前
- 国03:国府津駅 - 小田原駅
- 下05:下曽我駅 - 新松田駅
- 小16:小田原駅 - 横町 - 下曽我駅

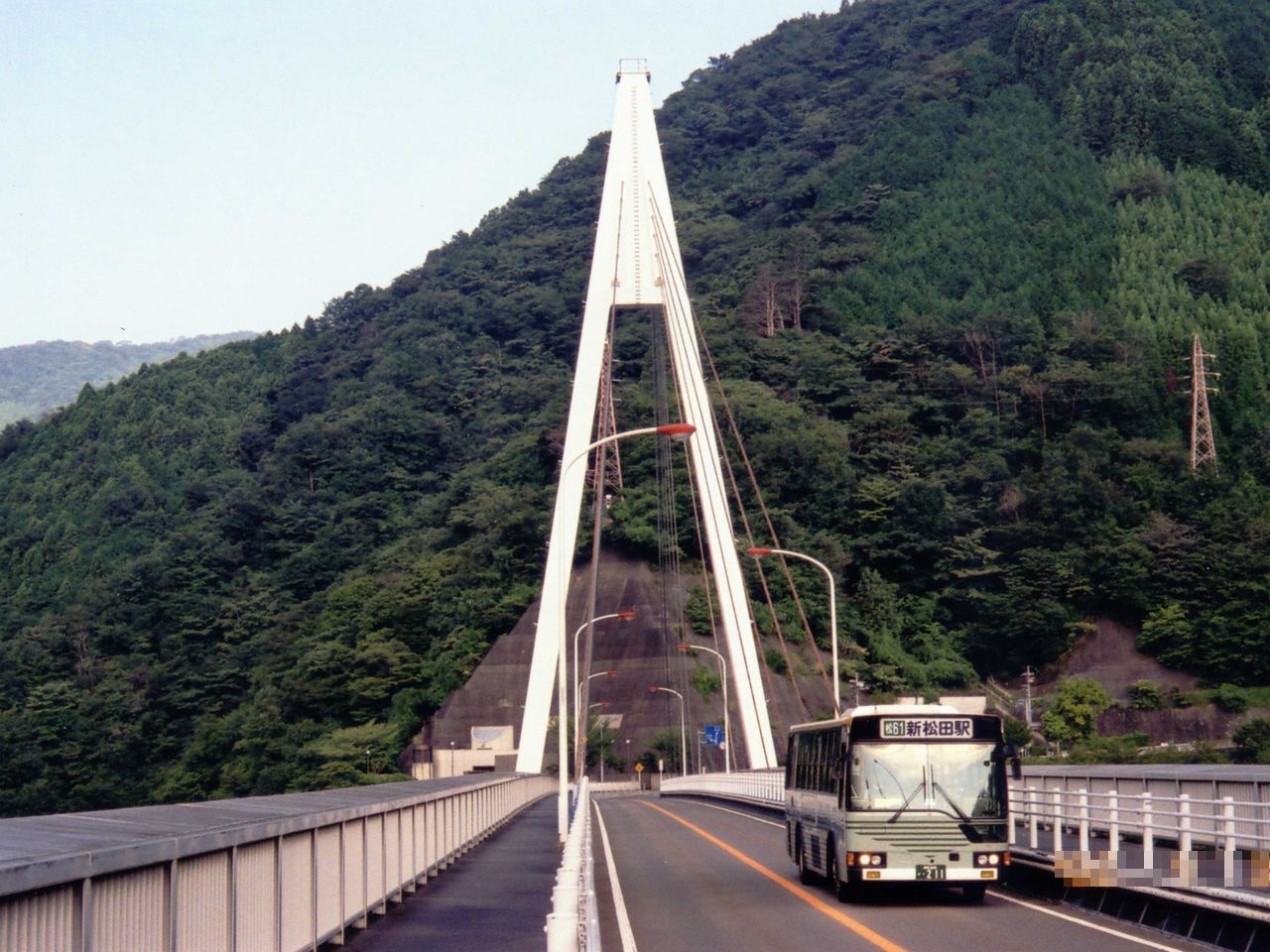
松61（山北町・永歳橋付近にて）M5557

- 上22:上大井駅 - 上山田 - 新松田駅
- 上23:上大井駅 - 第一生命
- 上24:上大井駅 - 上山田
- 上25:上大井駅 - 篠窪
- 山33:山北駅 - 和田河原
- 山34:山北駅 - 岸 - 大口 - 足柄高校 - 大雄山駅 - 富士フイルム　（新道経由）
- 山37:山北駅 - 和田河原駅
- 栢38:栢山駅 - 上大井大下
- 山44:山北駅 - 大野山登山口
- 松52:国鉄松田駅 - 第一生命
- 山53:山北駅 - 玄倉 - 西丹沢
- 山54:山北駅 - 西丹沢
- 山55:山北駅 - 玄倉 - 中川
- 山56:山北駅 - 中川
- 谷58:谷峨駅 - 西丹沢
- 谷59:谷峨駅 - 玄倉 - 中川
- 谷60:谷峨駅 - 中川
- 松60:新松田駅 - 箒沢上
- 松65:新松田駅 → 平山 → 丹沢湖 → 新松田駅
- 松66:新松田駅 - 松田バスストップ - 山北駅
- 松67:新松田駅 → 国鉄松田駅 → 山北駅
- 松73 新松田駅 - 高尾
- 松76:上山田 - 高尾 - いこいの村あしがら
- 松77:新松田駅 - 足柄大橋 - 山北駅
- 松78:新松田駅 - 足柄大橋 - 宮台 - 和田河原駅
- 松79:新松田駅 - 開成駅入口 - 和田河原駅
- 松81:新松田駅 → 神山 → 西大井 → 新松田駅　（大井循環）
- 松83:新松田駅 → 西大井 → 神山 → 新松田駅　（大井循環）
- 松92:新松田駅 - 御殿場駅
- 松94:新松田駅 - 旭日丘 - 平野
- 松100:JR松田駅 - 松田山ハーブガーデン
- 小13:新松田駅 - 神山 - 金子 - 大下 - 西大友 - 桑原 - 延清入口 - 成願寺 - 横町 - 飯泉入口 - 小田原駅
- 小17:小田原駅 - 飯泉入口 - 成願寺 - 延清入口 - 桑原 - 日本新薬
- 栢36:栢山駅 - 開成駅入口 - 延沢
- 山31:山北駅 - 岸 - 大口 - 延沢 - 開成駅入口 - 栢山駅
- 山32:山北駅 - 岸 - 大口 - 延沢 - 開成駅入口 - 栢山駅 - 上大井大下
- 山42:山北駅 - 樋口橋 - 内山 - 苅野
- 山43:山北駅 - 樋口橋 - 内山 - 矢倉沢
- 松61:新松田駅 - 向原 - 山北駅 - 樋口橋 - 谷峨駅 - 清水橋 - 丹沢湖 - 中川 - 西丹沢自然教室
- 松63:新松田駅 - 向原 - 山北駅 - 樋口橋 - 谷峨駅 - 清水橋 - 丹沢湖 - 中川
- 松82:新松田駅 - 金手 - 西大井 - 湘光中学校 - 湘光園
- 沼91:新松田駅 - 東名松田 - 東名御殿場 - 東名駒門 - 東名沼津 - 沼津駅

一般路線車で東名高速道路を経由していた。末期は毎年1月の日祝日のみ運行であった。1995年に運休。
- 栢96:栢山駅 - 開成駅入口 - 宮台 - 和田河原駅
- 西丹99:西丹沢自然教室 - 中川 - 丹沢湖 - 玄倉

#### 2005年度

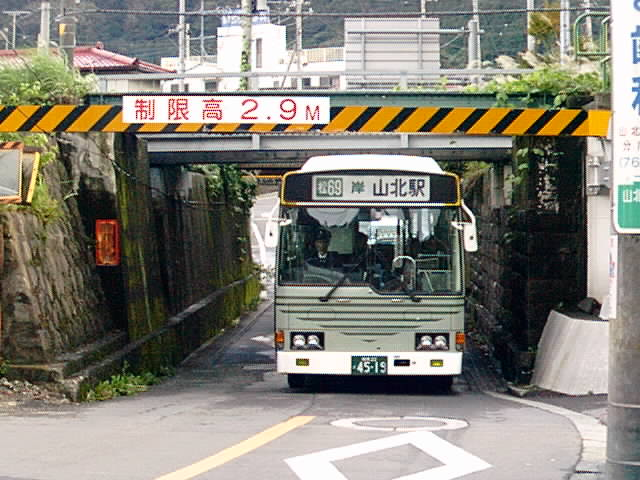
松69（山北町・山北駅付近にて）M1256

- 松69:新松田駅 - 向原 - 宿 - 岸- 山北駅
- 松70:新松田駅 - 向原 - 宿 - 内山 - 山北駅
- 松80:新松田駅 - 向原 - 山北駅 - 内山
- 山41:山北駅 - 樋口橋 - 内山

2004年3月26日：神奈川県生活交通確保地域対策協議会に退出意向が提出される。対象は、がら瀬 - 樋口橋の廃止と山北駅 - 樋口橋の大幅減便であった。
2005年12月1日：上記系統を廃止。代替交通として山北町コミュニティバスを同日より運行開始。

#### 2009年度

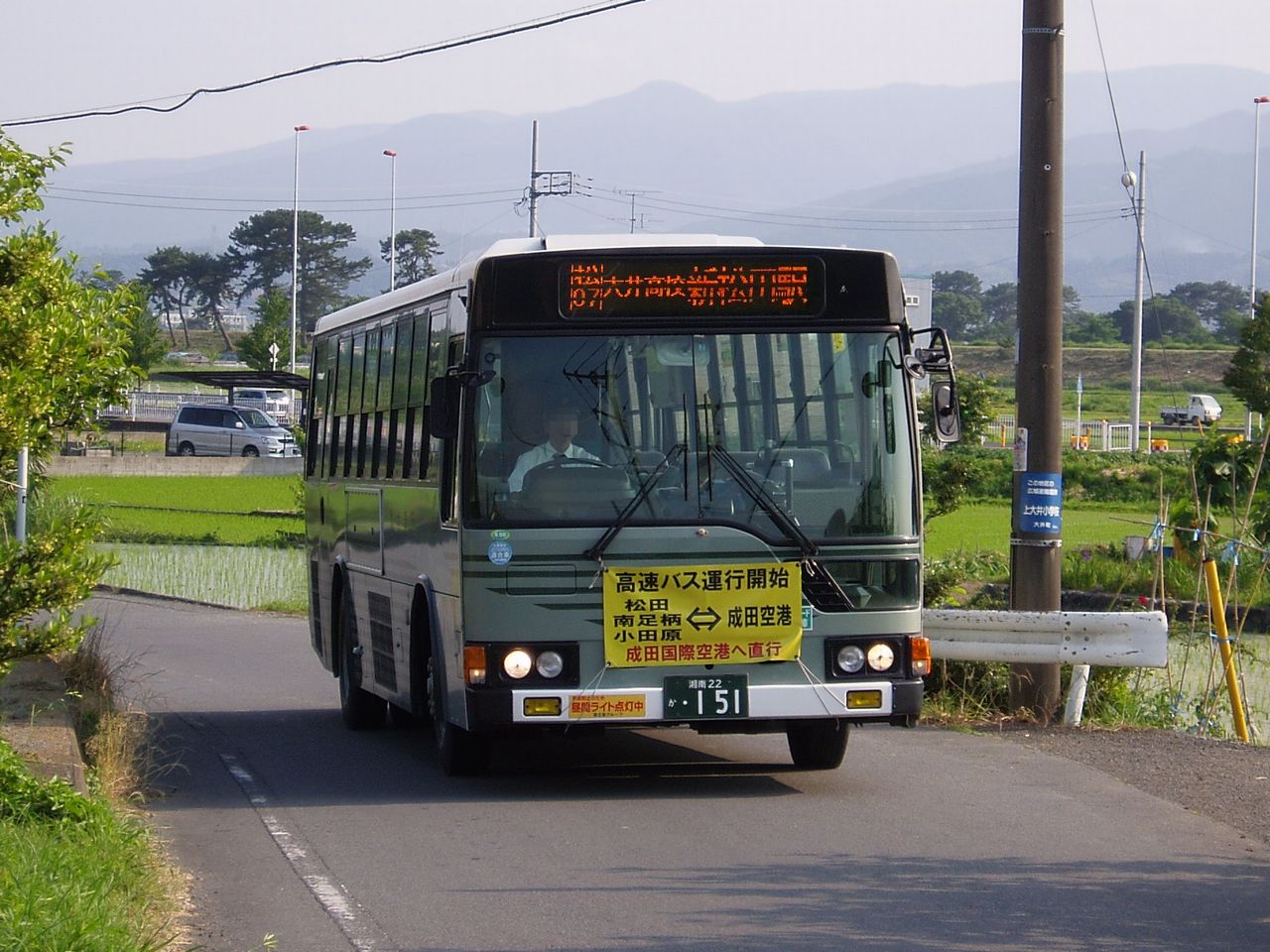
松97（大井町西大井付近にて）M5654

- 松97:新松田駅 - 金手 - 西大井 - 大井高校 - 栢山駅
- 山103:山北駅 - 岸 - 大口 - 足柄高校 - 大雄山駅 - 富士フイルム　（旧道経由）
- 山104:山北駅 - 岸 - 大口 - アサヒビール神奈川工場 - 足柄高校 - 大雄山駅 - 富士フイルム　（旧道経由）

上記3系統は2009年12月1日で廃止。なお、山103はかつては「山35」を表示していた。（大雄山駅を関本と称していた当時）
- 大105:大雄山駅 - アサヒビール神奈川工場

2009年12月1日より松102に統合。

#### 2011年度以降
- 松71:新松田駅 - 急行 - 第一生命（神山のみ停車）
- 国04:国府津駅 - 急行 - 第一生命（下曽我駅入口・上大井駅入口のみ停車）
- 湘85:湘光園 - 湘光中学校 - 坊村 - 第一生命

上記3系統は2011年12月12日付廃止。いずれも土・休日運休のため12月9日が最終運行日だった。
- 小12:新松田駅 - 金手 - 西大井 - 湘光中学校 - 曽我支所入口 - 西大友 - 桑原 - 日本新薬 - 中堀 - 明治乳業（旧：成田） - 飯泉観音 - 飯泉入口 - 小田原駅
- 松71:新松田駅 - 神山 - 第一生命
- 松78:新松田駅 - 金手 - 宮台 - 和田河原駅
- 松79:新松田駅 - 金手 - 開成駅 - 和田河原駅
- 栢93:栢山駅 - 山崎 - 和田河原駅
- 鴨01:鴨宮駅南口 - 明治乳業
- 小19:山北駅 - 向原 - 新松田駅 - 上大井 - 西大友 - 中堀 - 明治乳業（旧：成田） - 飯泉観音 - 小田原駅

上記各系統は2012年1月4日付廃止。小19を除く各系統は年末・年始特別ダイヤによる運休のため、2011年12月30日が最終運行日だった。
- 松田車庫・開成駅・大雄山駅・小田原市役所・小田原駅西口 - 成田空港

2005年10月1日運行開始
運行開始当初は京成バスとの共同運行で5往復運行されていたが、その後富士急湘南の単独運行となり2往復に。2008年7月1日に再度改定され3往復運行となる。その際に開成駅・小田原駅西口前も停車地に追加された。2011年4月1日に1往復を秦野駅南口経由に経路変更。
- 松田車庫・秦野駅南口 - 成田空港

2011年4月1日運行開始（松田車庫・開成駅・大雄山駅・小田原市役所・小田原駅西口 - 成田空港線のうち1往復を経路変更）
上記2路線は2012年2月1日付廃止（運行最終日は前日の1月31日）
| 松72（大井町篠窪トンネルにて）M1256 |  | 松74は神奈川中央交通の路線と接続（大井町高尾にて）M5965 |
| 松72（大井町篠窪トンネルにて）M1256 |  | 松74は神奈川中央交通の路線と接続（大井町高尾にて）M5965 |

- 松72:新松田駅 - 神山 - 上山田 - 東庭 - 篠窪
- 松74:新松田駅 - 神山 - 上山田 - 東庭 - 高尾 - いこいの村あしがら
- 松99:新松田駅 - 神山 - 上山田 - 東庭 - 篠窪 - 高尾 - いこいの村あしがら（2012年1月4日開業）
- 松76:新松田駅 - 金手 - 大井小学校 - 湘光中学校グランド前 - 上大井駅 - 上山田 - 東庭 - 篠窪
- 国01:新松田駅 - 神山 - 金子 - 上大井駅入口 - 下曽我駅入口 - 下曽我駅 - 下曽我駅入口 - 別所梅林 - 国府津駅

2009年1月23日より2012年1月3日まで、一部の便はダイナシティ経由で運行した。ダイナシティ経由便は下記のルートとなり、下曽我駅入口停留所を片道で4回通過した。
- 新松田駅 - 神山 - 金子 - 上大井駅入口 - 下曽我駅入口 - 下曽我駅 - 下曽我駅入口 - 千代南 - ダイナシティ - 千代南 - 下曽我駅入口 - 下曽我駅 - 下曽我駅入口 - 別所梅林 - 国府津駅

- 国06:国府津駅 - 別所梅林 - 下曽我駅入口 - 下曽我駅 - 下曽我駅入口 - ダイナシティ
- 国05:国府津駅 - 急行 - 第一生命新大井事業所（下曽我駅入口のみ停車）
- 国08:新松田駅 - 湘光中学校前 - 西大友 - 国府津駅
- 松03:新松田駅 - 金手 - 西大井 - 湘光中学校
- 松08:新松田駅 - 湘光中学校前 - ブルックス大井事業所 - 神山 - 新松田駅（土休日のみ・双方向循環）
- 松52:新松田駅 - 神山 - 松田ランド - 寄
- 松55:長寿橋→寄→土佐原公民館→湯の沢上→上茶屋→新松田駅（平日のみ片側運行）
- 谷58:谷峨駅 - 清水橋 - 玄倉 - 丹沢湖 - 中川 - 西丹沢ビジターセンター（平日のみ）
かつては「谷57」を表示していた。
- 松64:新松田駅 - 向原 - 山北駅 - 樋口橋 - 谷峨駅 - 清水橋 - 玄倉 - 丹沢湖 - 中川（平日のみ）

#### 高速バス
- 日吉駅 - センター北駅 - たまプラーザ駅 - 市が尾駅 - 富士急ハイランド - 河口湖駅
- 日吉駅 - センター北駅 - たまプラーザ駅 - 市が尾駅 - 御殿場プレミアム・アウトレット

2014年3月1日運行開始。東急トランセと共同運行。
2017年3月10日より日吉駅まで路線延長。2017年12月1日より市が尾駅にも停車。
2021年4月1日、富士急行担当便をフジエクスプレス横浜営業所に移管。
- 日吉駅 - センター北駅 - たまプラーザ駅 - 市が尾駅 -　スノータウンYeti -　ぐりんぱ（冬・春季運行） 東急トランセと共同運行。

2014年12月1日、運行開始。
2021年12月18日、富士急行担当便をフジエクスプレス横浜営業所に移管。

## 車両

### 本社営業所
日野自動車といすゞ自動車の車両のほか、小山町コミュニティバスで使用されるトヨタ・ハイエースが所属している。
低公害バスとしてCNGバスが2台配置されていたが、営業所近辺にCNG充填設備はなく、富士急ハイランド内エコステーションでCNG充填を行うため、CNGバスの運用は御殿場駅 - 河口湖駅が含まれるダイヤに限定されていた。現在は2台とも廃車となっている。
また、御殿場市やJA共済、地元企業などのラッピングを施されたバスも配置されている。2008年11月4日以降、在籍車両が順次ご当地ナンバー「富士山ナンバー」に変更され、2010年1月現在で全車両のナンバー変更が完了している。
2006年12月31日に日本テレビ系列で放送された『ダウンタウンのガキの使いやあらへんで!! 絶対に笑ってはいけない警察24時』で、ガキ使メンバーが乗車したバスに当営業所の日野・ブルーリボンシティワンステップバス（G2153）が使用された。
2013年には、日野・ブルーリボンシティハイブリッドが2台配置された。

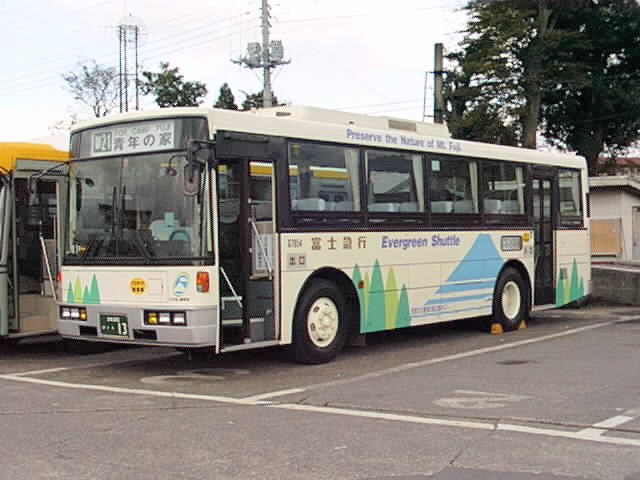
御殿場営業所配置のCNGバス（G7854）
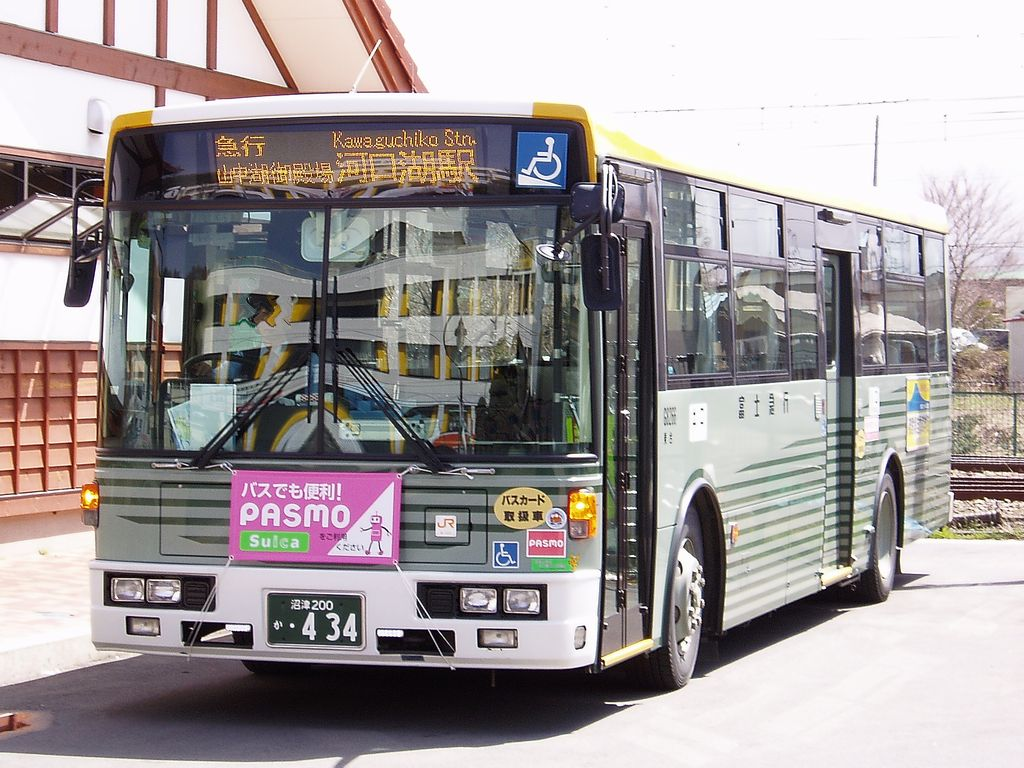
大型路線車の例（G8266）現在は富士急シティバスに配置

### 湘南営業所（旧富士急湘南バス）
富士急湘南バス時代は、4メーカーすべて揃えていたが、近年は路線車・貸切車を問わず日産ディーゼル（当時、現「UDトラックス」）車の比率が高まっていた。しかしながら同社のバス事業撤退を受け、再び親会社と資本関係のある日野自動車への回帰が進んでいる。旧・第一生命の通勤客を輸送していたことから大型車の比率が高くなっており、2002年に導入された車両は長尺車である。
大型路線車のうち2003年に導入された3台は、西丹沢方面への路線を維持するため、山北町から導入費用に対して補助金が出ているため、山北町の観光名所などを描いた塗装となっている。ただし運用は大型車の入る路線である以外は特に限定されていない。

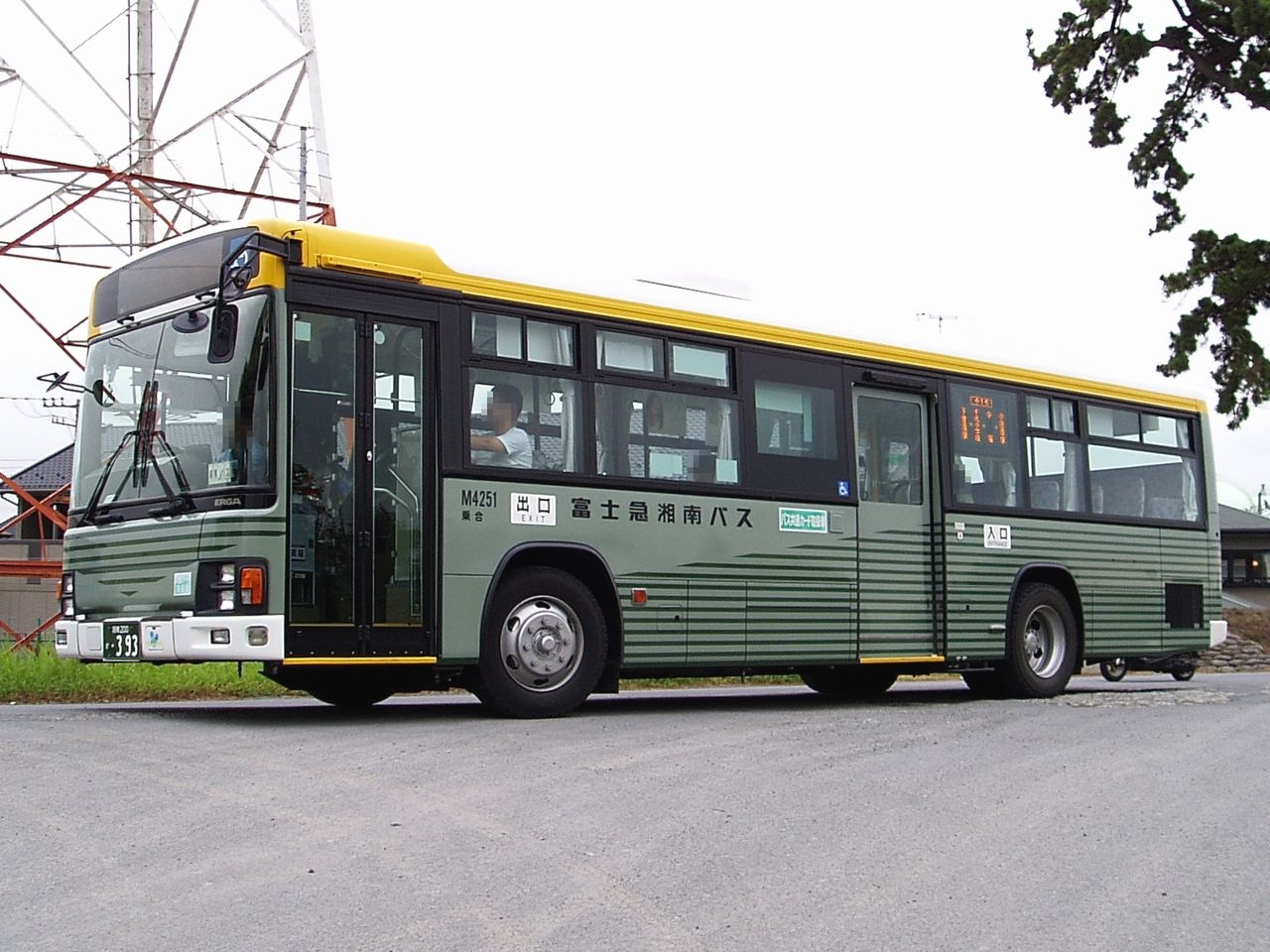
M4251
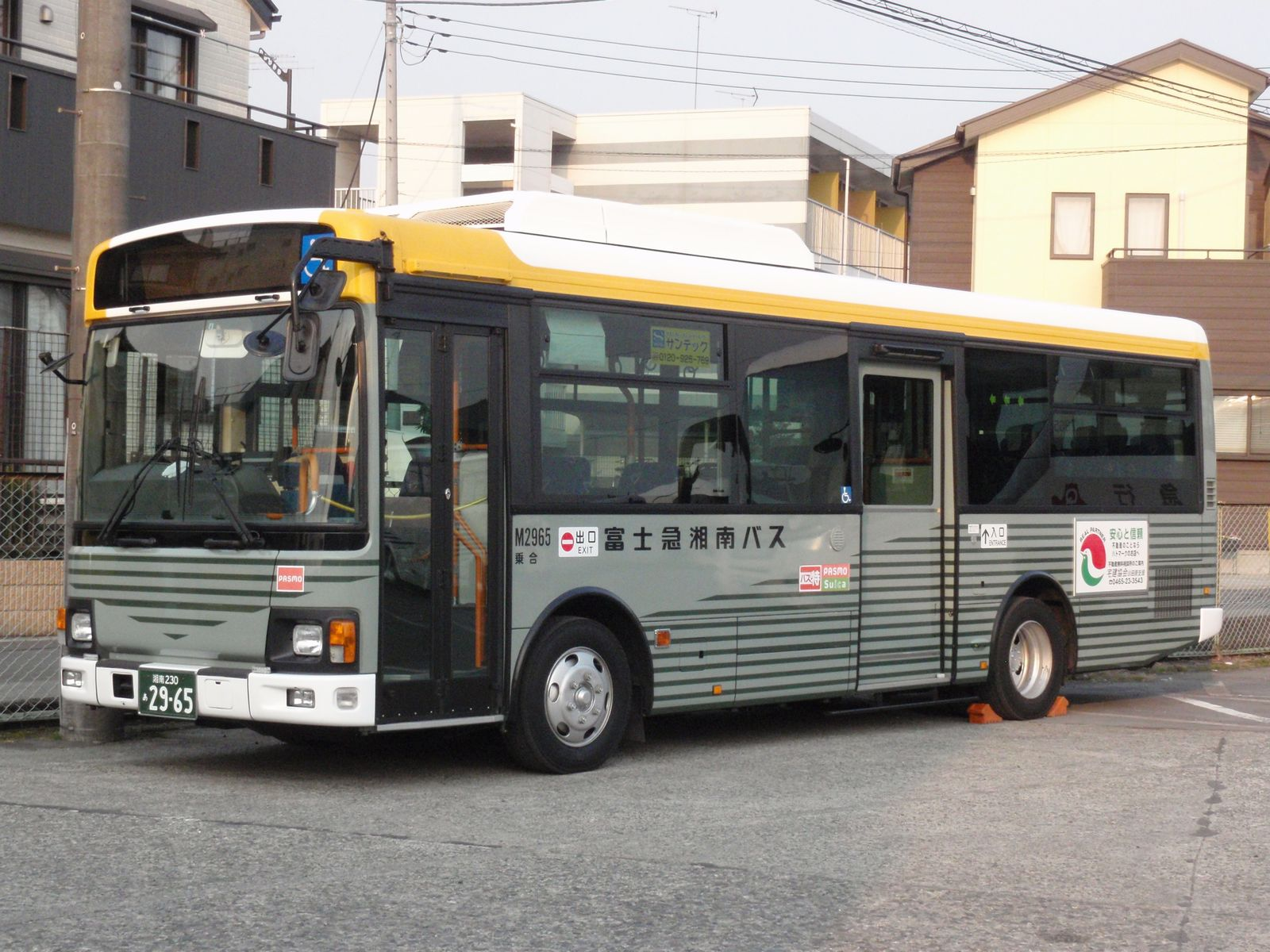
M2965
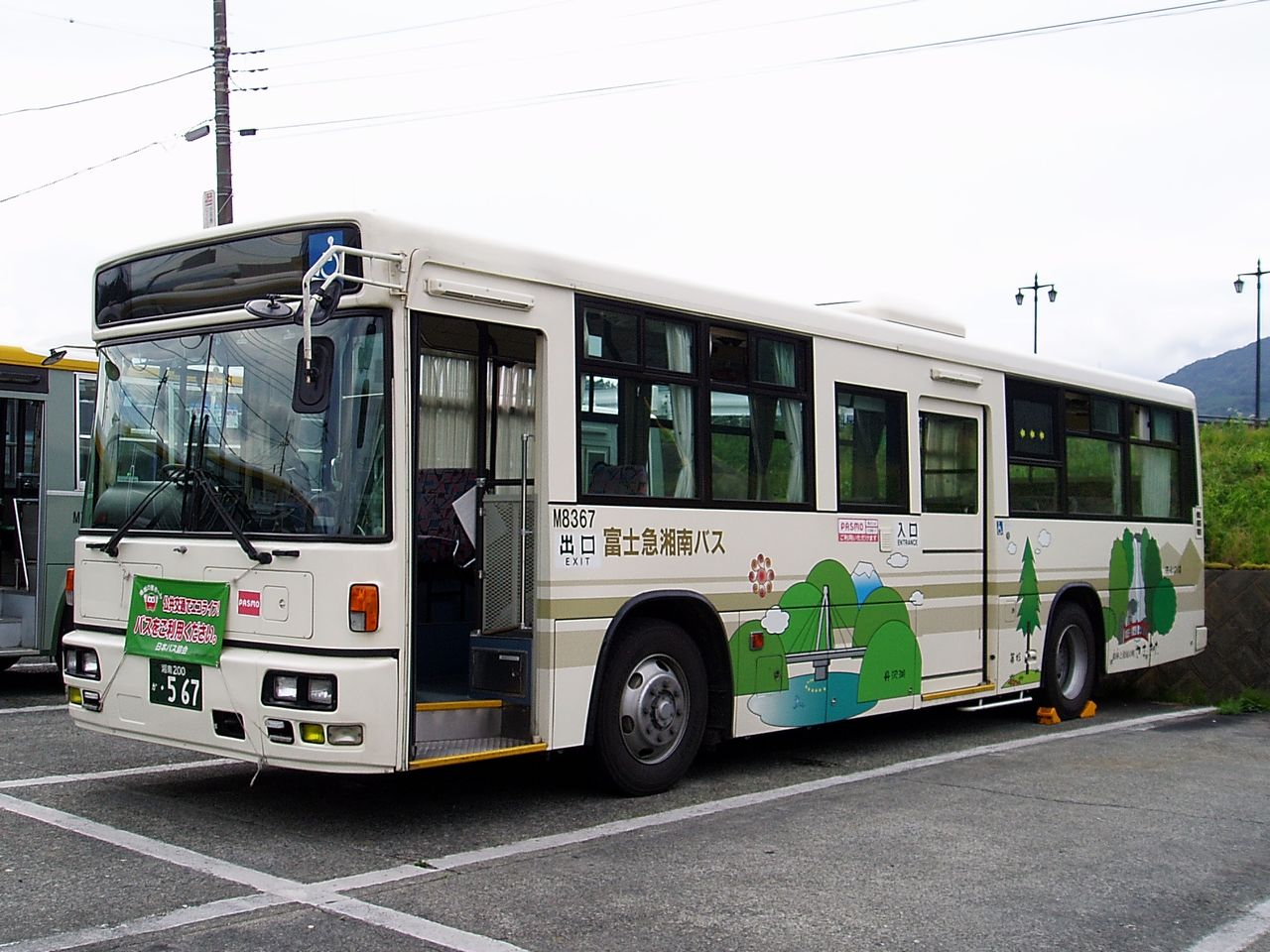
山北町カラー M8367
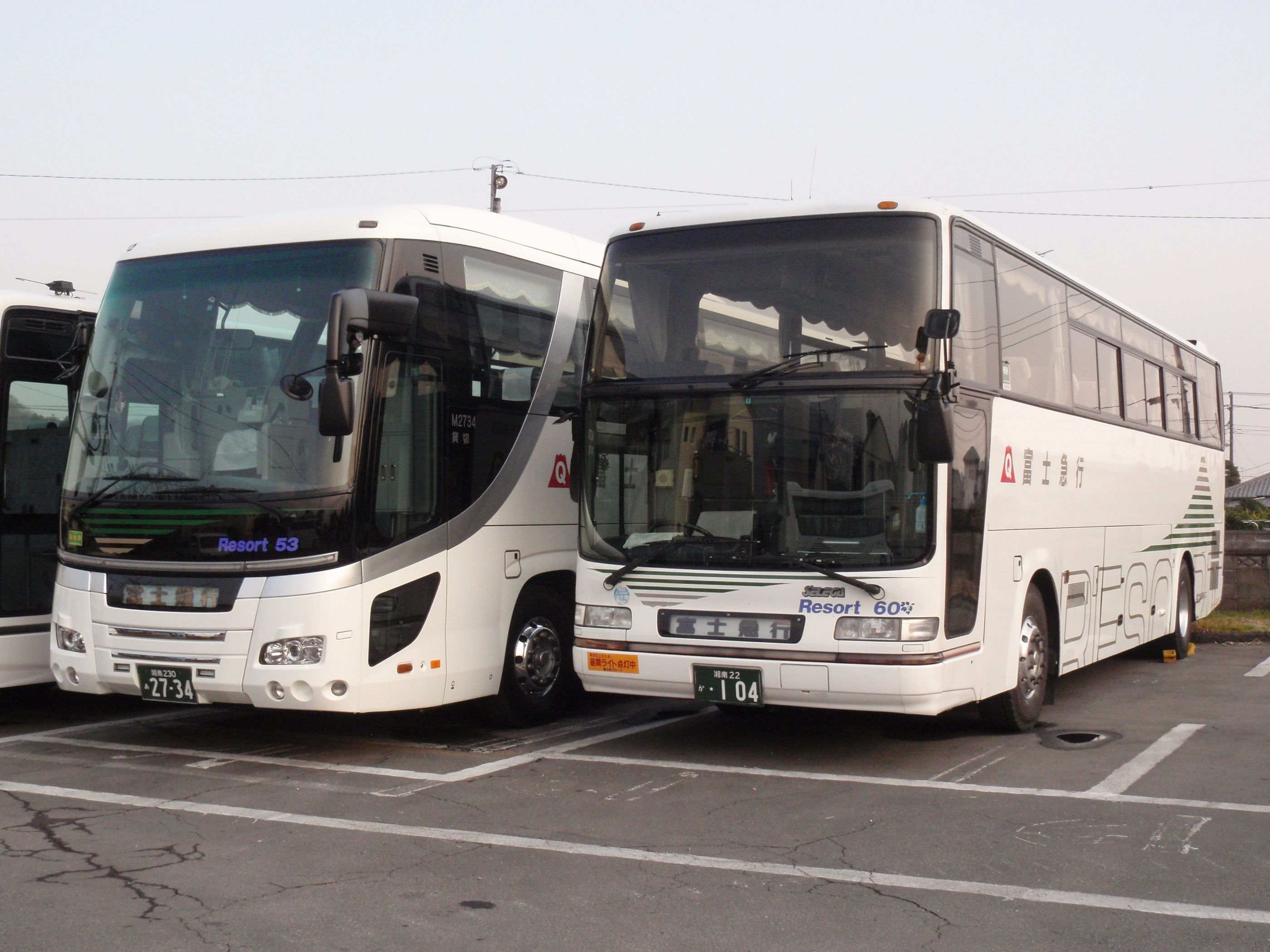
貸切車 M2734・M1520

### 過去の車両（富士急湘南バス）
神奈川県内では最後まで非冷房車の在籍があった。また路線車として中央高速バスの高速車が転用されたこともあったが、12m車ということで路線バスとしては運用範囲が限定されており、貸切車として使用されるほうが多かった。
また、山北駅近くに高さ制限2.9mの箇所があり、以前は比較的多くの路線が経由していた（2009年12月1日以降は山北町循環バスのみ）こともあり、「松田仕様」とも呼べる車両が存在していた。具体的には、大型車の屋根上はベンチレーターまで全て撤去し、冷房も屋根上には搭載せずにサブエンジン型や室内型を採用していたものである。その後は冷房装置が小型化されたこともあり、中型車以下であれば特殊仕様ではなくても乗り入れ可能になった。

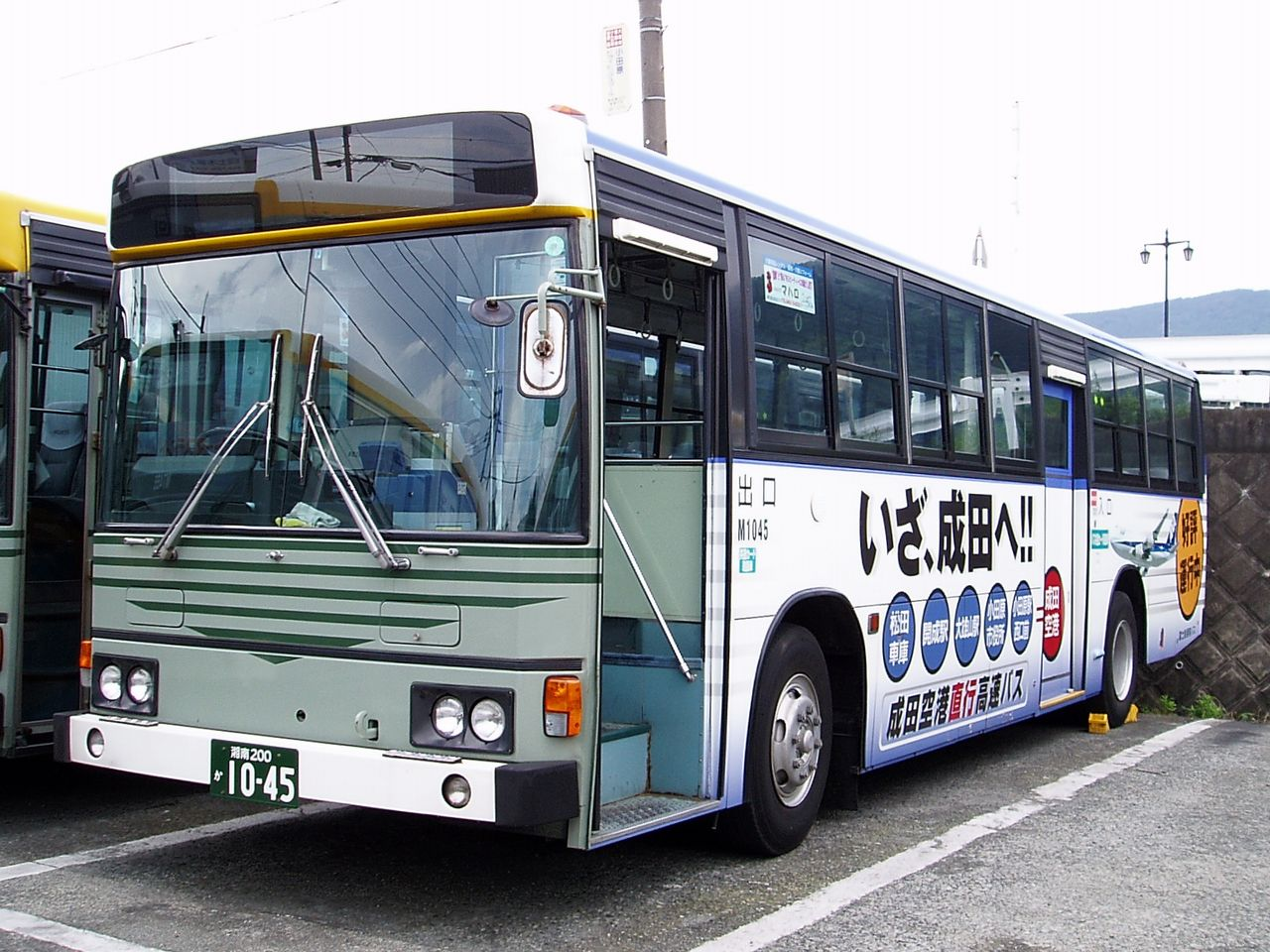
ラッピングバス M1045
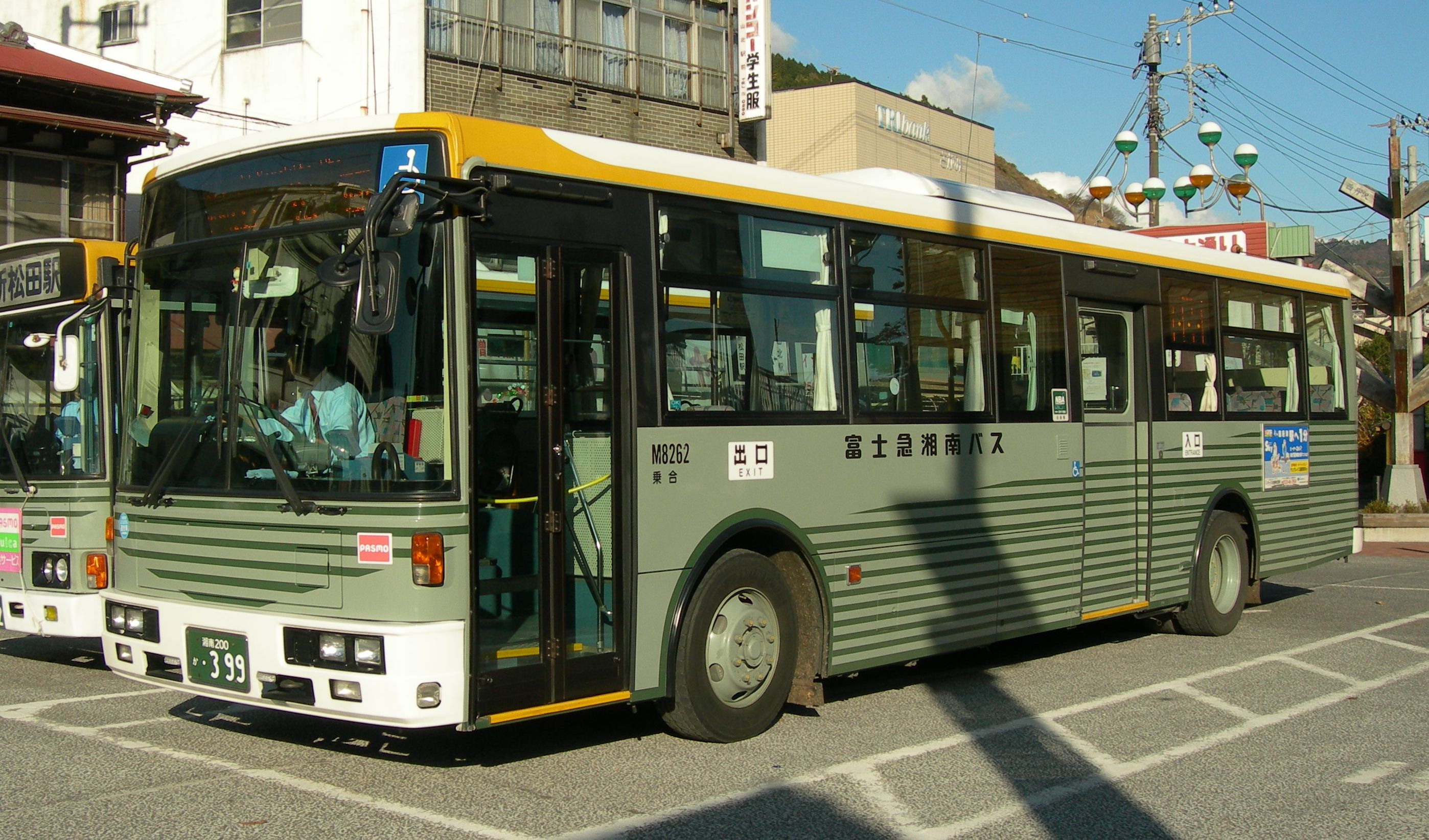
長尺車 M8262
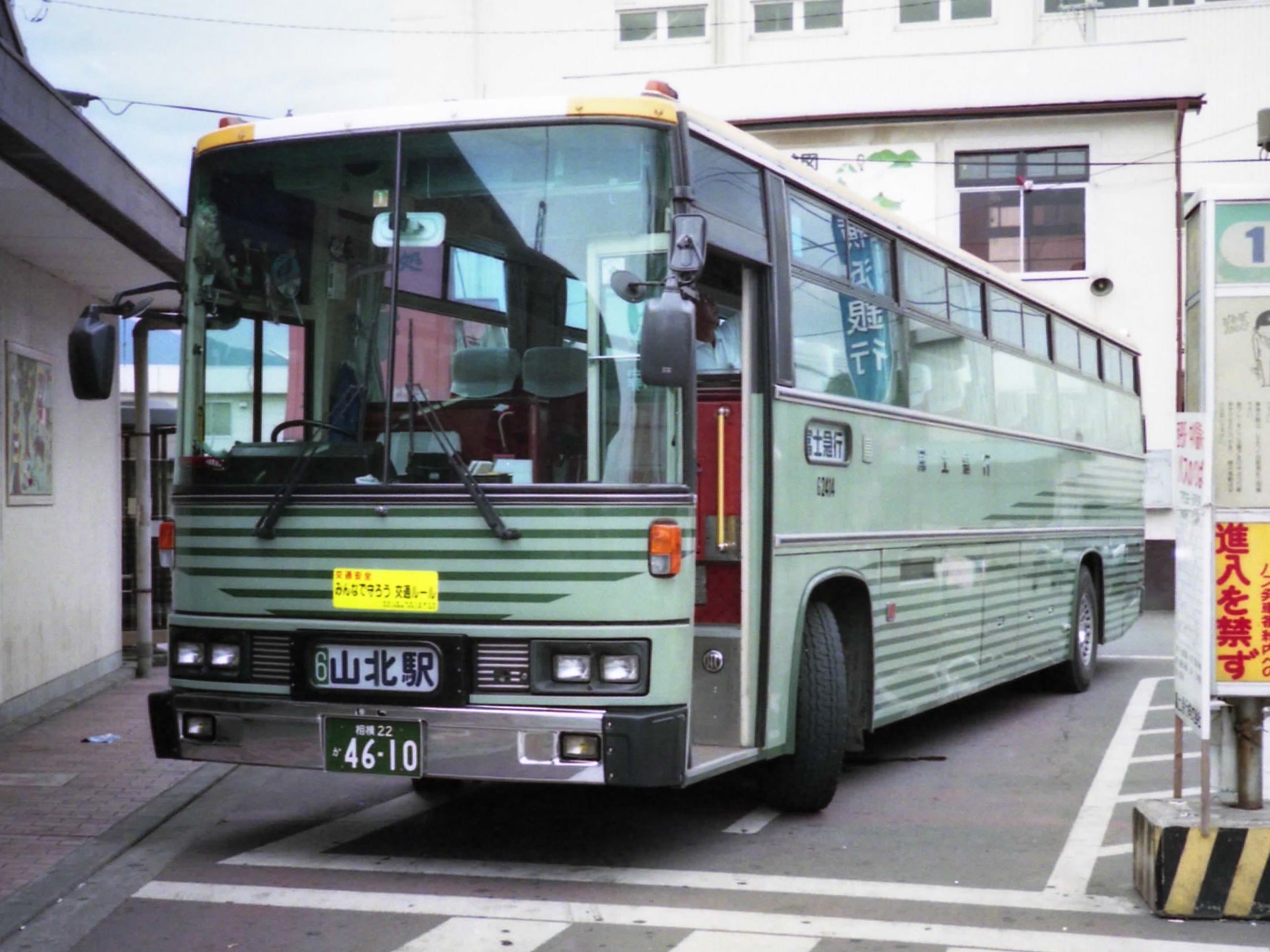
高速車を格下げ使用G2414 12mフルサイズ車のため運用範囲は限定
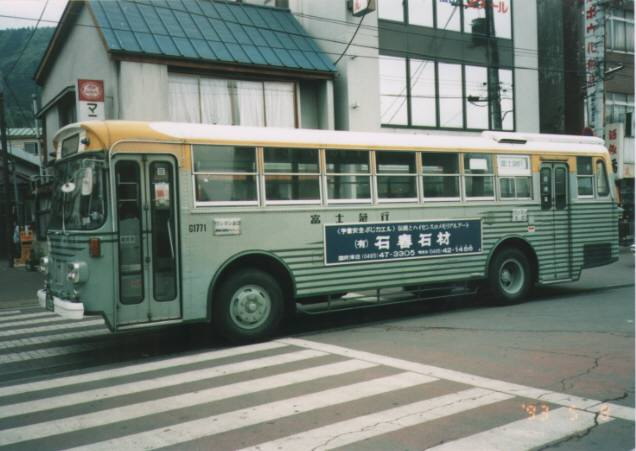
松田仕様の非冷房車G1771 屋根上にベンチレータがない
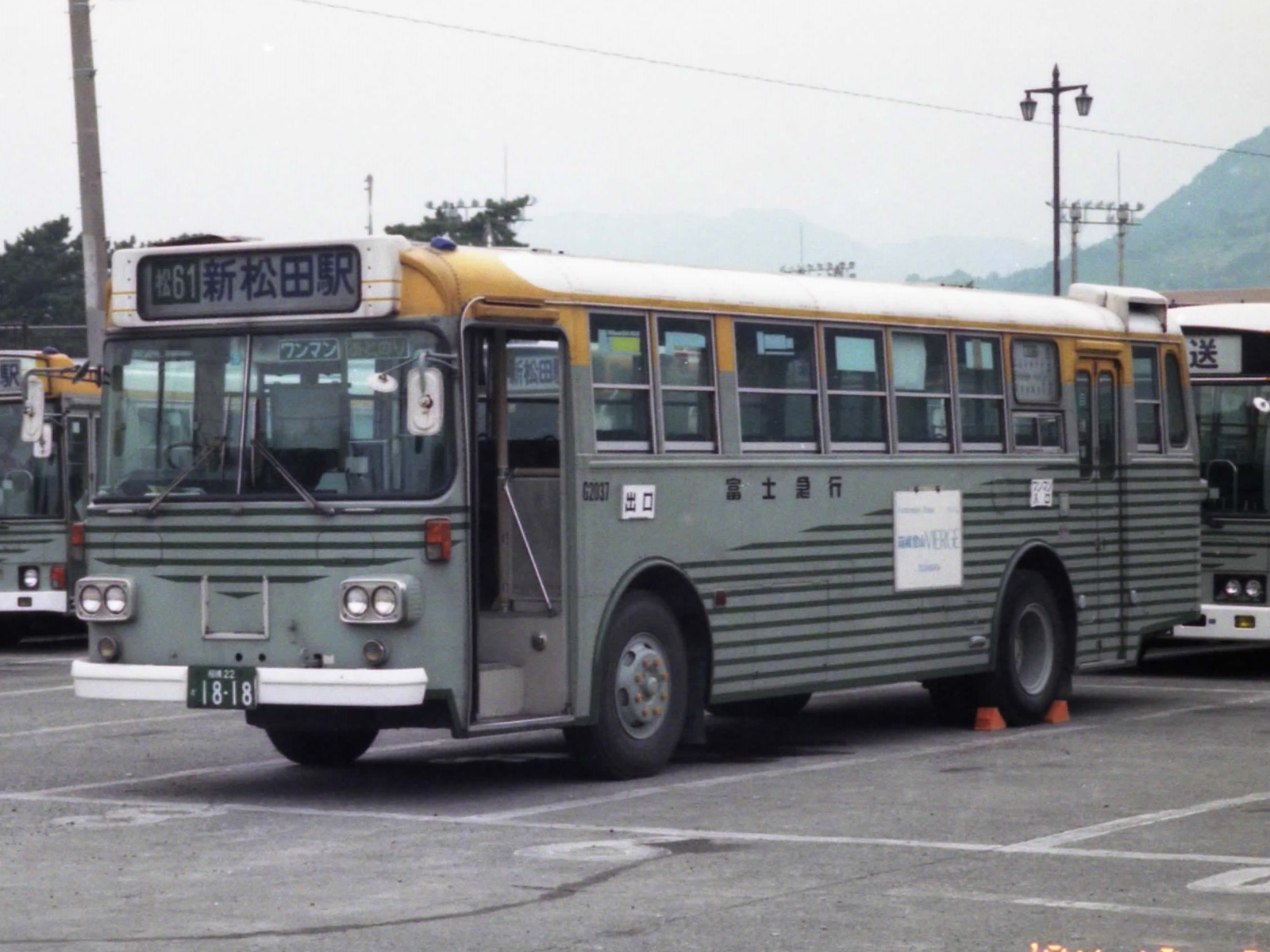
松田仕様の冷房車G2037 屋根上に冷房装置がない
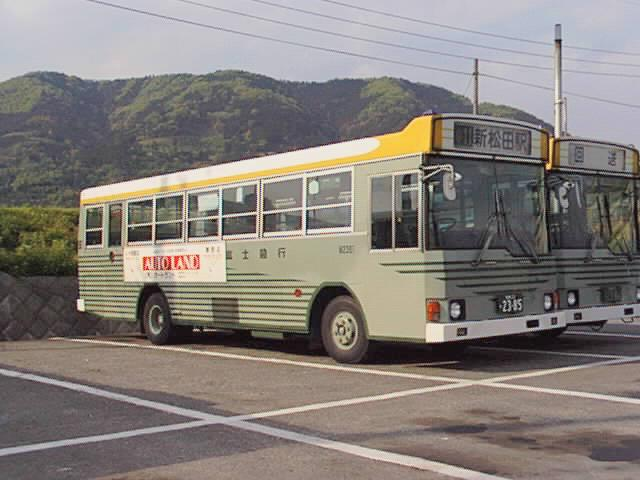
松田仕様の中型冷房車M2351 屋根上に冷房装置がない